# Брустури (Тячівський район)
Бру́стури (в 1946-2023роках — Лопу́хів) — село в Україні, в Усть-Чорнянській селищній громаді Тячівського району Закарпатської області.
29 червня 2023 року перейменоване на Брустури.

## Географія
Село розташоване по обидва боки річки Брустурянки, за 67 км від районного центру Тячева. Сусідній населений пунк — Усть-Чорна. Кількість населення Лопухів складає 3750 осіб. У селі струмок Прочський впадає у річку Брустурянку.

## Назва села
За першими статистичними відомостями про село Брустури згадується у 1839 році. Детальніші відомості про село можна знайти у географічному та статистичному огляді Мараморошанського комітату (1901 року видання). Там зазначається, що станом на той час в селі проживали 1378 жителів, а у 1913 році налічувалось 1655 мешканців.
Стара назва Лопухово — Брустури — походить від румунського brusture (лопух). Отже, українська назва є перекладом з румунської.
Проте Юрій Андрухович (український письменник) має цілковито іншу думку щодо правильності перекладу назви села на українську мову. Румунською мовою brustur — це sympytum cordatum, що означає живокіст серцеподібний, багаторічна трав'яниста рослина родини шорстколистих. Це не те саме, що brusture — arctium lappa L, себто лопух великий, дворічна трав'яниста рослина родини складноцвітих. Оскільки, тодішні перекладачі не вдавалися до тонкощів своєї справи, і без уточнень що маться на увазі: brustur чи brusture — переклали назву як Лопухів.
На пленарному засіданні 29 червня 2023 року Верховна Рада України перейменувала село Лопухів Тячівського району Закарпатської області на село Брустури.

## Історія
Вперше село згадується в письмових джерелах XVII століття (приблизно з 1638 року). Згадки в різних історичних джерелах подані хронологічно: 1638 — Brusztura (Bélay 77), 1725 — Brusztura (Revizki), 1773 — Brusztura, Bruszture (LexLoc. 133), 1808 — Brusztura (Lipszky: Rep. 87), 1828 — Brusztura (Nagy 195), 1838 — Brusztura (Schem. 62), 1851 — Brasztura (!) (Fényes 1: 166), 1877 — Brusztára (Hnt.), 1913 — Brusztura (Hnt.), 1925 — Brustura, 1930 — Brusztury (ComMarmUg. 83), 1944 — Brusztura, Брустуры (Hnt.), 1983 — Лопухів, Лопухов (ZO), Брустури (2023).
Але його правдешня історія починається ще у давнину (до приходу угорців в 896 році), коли русинські і волоські пастухи на полонинах випасали овець та худобу, освоювали полонинні та низинні землі на берегах рік Брустурянка та Яблуниця і поселялися там.
Наприкінці XVI століття волохів-переселенців майже не залишилось, а ті що залишились, асимілювалися серед переважаючої більшості русинів.
Гірськими стежками через полонини ходили опришки, тому хуторські поселення виникали під полонинами і поступово люди почали розселювалися вниз до річкових територій. Спершу люди заселили присілки Бистрик (його назва походить від села Бистриця нині Надвірнянського району Івано-Франківської області) і присілок Яблуницю, чия назва, ймовірно походить від села Яблуниця біля Яблуницького перевалу.
Німецькі колоністи, які заснували Німецьку Мокру розселилися також і поміж русинами. Їхнє завдання — організувати сплав лісу з приток річок Яблуниця, Турбат, Плайська, Бертянка. За часів Марії-Терезії ліс сплавляли по річці Брустурянка в напрямку до Тересви. Колоди використовувалися для укріплення соляних шахт у Солотвині.
У 1920 році Брустури увійшли до складу Чехословаччини.

### У вирі Другої світової війни
З березня 1939 по жовтень 1944 Брустури перебували під угорсько-фашистською окупацією. В цей період побудовано захисну лінію Арпада. В повоєнні роки жителі Брустур втікали до Радянського Союзу в пошуках кращого життя, а знайшли його в таборах ГУЛАГу.
Трагедією обернулися воєнні часи для євреїв, які у довоєнний час складали майже чверть населення Брустур. У 1942 році угорсько-фашистські війська відправили євреїв до Німеччини (звідки ніхто так і не повернувся).

### За часів Радянського союзу
У жовтні 1944 року Брустури спалили війська фашистської Угорщини. Більш ніж сто жителів села пішли воювати добровольцями до корпусу Людвіка Свободи та вступили до лав Червоної Армії. Їхні імена викарбували на обеліску, який зараз стоїть у центрі села.
У 1952 році розпочав свою трудову діяльність майбутній Герой Соціалістичної праці, переможець міжнародних змагань лісорубів на виставці «Експо-67» у Монреалі Іван Васильович Чуса.

## Населення

### Мова
Розподіл населення за рідною мовою за даними перепису 2001 року:
| Мова       | Кількість | Відсоток |
| ---------- | --------- | -------- |
| українська | 3305      | 99.64%   |
| російська  | 12        | 0.36%    |
| Усього     | 3317      | 100%     |

## Релігія
До кінця 40-х років ХХ століття головною вірою Брустур була Православна. Хоча першу православну церкву побудували у присілку Яблуниця ще у першій половині XVII століття. У 1805 році в центрі села зведено дерев'яну церкву Михайла Архангела, яку знесли після побудови у 1941 році цегляної церкви. Вона діє і по сьогоднішній час як православна.

### Храм св. Івана Предтечі (1940 рік)
У 1801 р. в селі була дерев'яна церква св. Михайла, збудована громадою в 1799 р. при допомозі уряду (датують 1805 р.). Споруда відрізнялася від інших церков долини Тересви і конструкцією зрубів, і незвичною низькою вежею з куполом стрілчастого профілю. Ці своєрідні форми були введені майстрами-німцями.
Є згадка про те, що будівничими цієї церкви були виходці з Ішла та Ґмундена (Австрія), тобто колоністи, що поселилися в сусідніх селах. За легендою, колись на пагорбі під полониною Сопониця розташувався пастух з отарою овець і збудував собі колибу. Страшний зсув засипав колибу, і люди збудували на тому місці церкву.
Як розповідає Дмитро Дмитрович Петруняк, навесні 1936 р. дерев'яну церкву обстежила комісія, після чого постало питання про спорудження мурованої церкви, і для цього за 400 тисяч корон продали церковний ліс. Восени 1936 р. в село прибув представник єпископа О. Стойки і привіз з собою багато проектів мурованих храмів. Куратор Дмитро Іванович Петруняк вибрав проект Е. Еґреші. З ним погодилися його заступник Іван Косюк та священник Іван Карпинець. Навесні 1937 р. будівельна фірма з Мукачева «Кізман, Петер і Ґрол» розпочала будівництво. Жителі села здавали гроші на церкву, а також працювали без оплати. Значною була допомога лісової управи, представником якої у Брустурах був інженер Бейла Ворі. Всі матеріали перевозили вузькоколійкою з Тересви до Брустур безоплатно.
До жовтня 1938 р. було зведено стіни та вежу церкви. Через політичні події 1939 р. будівництво затрималося.
На жаль, дерев'яну церкву та дзвіницю розібрали після спорудження мурованої, яку посвятили 7 липня 1940 р. Єпископ О. Стойка освятив церкву 22 вересня 1940 р. Храм композицією форм подібний до церкви в Дубовому.
Так само перехрещуються дві базиліки, на перехрещенні здіймається велика сферична баня, а висока двоярусна вежа дзвіниці височіє над входом до храму. Площа храму — 648 кв. м. Великий дзвін купили за пароха Діонисія Горзо, другий великий дзвін відлив Карел ПІілгаві в місті Пардубіце (Чехія) в 1924 р. Найдавніший дзвін «изолято в Пешті чрез Андрея Шлуд» у 1844 р. Два малі дзвони виготовила фірма «Акорд» у 1930 р.
Парох Лопухова Михайло Греньо був ув'язнений у концтаборах з 1949 по 1956 р.

## Освіта
26 лютого 1792 року за указом короля Угорщини, задля збереження духу вірних горян, відкрили 23 школи з русинською мовою навчання, у тому числі і в Брустурах. Оскільки, школа була королівською, то і фінансувалась вона з казни короля.

## Вузькоколійна залізниця
У 1920 році Брустури увійшли до складу Чехословаччини. За часи правління чехословацької влади побудовано вузькоколійну залізницю під самі вершини Карпат. Існувала вузькоколійка аж до руйнівного паводку 1998 року.

## Сучасність
На території села діє державне підприємство «Брустурянський ЛМГ»  — одне з найбільших в Україні (26,5 тис. га. лісів)., з його підрозділами: Плайське лісництво, Турбатське лісництво, Кедрянське лісництво, Лопухівське лісництво.
Влітку населення села займається збором грибів, ягід, лікарських рослин. Діє Лопухівська загальноосвітня школа І-ІІІ ступенів, Прочківська ЗОШ І ступенів, Яблунецький навчально-виконавчий комбінат, ясла-садок «Ромашка», Лопухівська лікарська амбулаторія загальної практики сімейної медицини. В центрі села є будинок культури, при якому діє народно-інструментальний ансамбль «Брустури», сільська бібліотека та поштове відділення.
У 2008 році започатковано святкування Дня села, а з 2011 — фестивалю «Брусторянська кедровиця».
У 2010 році відкрито пам'ятник Тарасу Григоровичу Шевченку за ініціативи сільського голови М. М. Фіцая та за підтримки «Брустурянського ЛМГ».
В кінці листопада 2016 року у Лопухові запрацювала гідроелектростанція на річці Брустурянка. Потужність міні-ГЕС 999 кВт.

## Присілки

### Бистрик
Згадки в історичних джералах за роками: 1898 — Bisztrik (Hnt.), 1907 — Bisztrik (Hnt.), 1913 — Bisztrik (Hnt.).
Гірськими стежками через полонини ходили опришки, тому хутірські поселення виникали під полонинами і поступово люди почали розселювалися вниз до річкових територій. Спершу люди заселили присілок Бистрик.
Легенда про присілок говорить, що на Прислопі (полонина) навколо стоянки овець загорівся ліс. Хлопець-вівчар вночі побіг у село, щоб повідомити людям про лихо. Люди кинулись на допомогу вівчарям, щоб погасити пожежу. Всі бігли навмання вверх. Ті, що прибігли першими, допомогли збороти вогонь. Інші ще протягом кількох годин доходили до місця, де стояли вівці. Вони дивувалися, як ті прийшли першими, а ті в свою чергу відповідали: «Знаємо бистру (швидку чи коротку) дорогу на полонину». З того часу присілок стали називати Бистрик.

### Прочка
Згадки: 1898 — Praska, 1907 — Praska, 1913 — Praska, 1944 — Procska, Прочка.

### Яблуниця
Згадки: 1896 — Jablonec, 1898 — Jablonicza, 1913 — Jablonicza, 1930 — Jablonice, 1944 — Jablonica, Яблоница.
Першу церкву побудували у присілку Яблуниця ще у першій половині XVII століття.

## Туристичні місця
- гідроелектростанція на річці Брустурянка.
- храм св. Михайла
- За часи правління чехословацької влади побудовано вузькоколійну залізницю під самі вершини Карпат. Існувала вузькоколійка аж до руйнівного паводку 1998 року.
- На північний схід від села розташований Кедринський ботанічний заказник.
- На схід від села — Гладинський заказник.
- На північ — заказники «Бертяник» та «Аршична».
- На північний схід — заказник «Горгани і Тавпіширка».
- На південний схід — пралісова пам'ятка природи «Праліси і квазіпраліси Лопухівського лісництва».
- На північний схід — пралісова пам'ятка природи «Праліси Турбатського лісництва».

## Фотогалерея

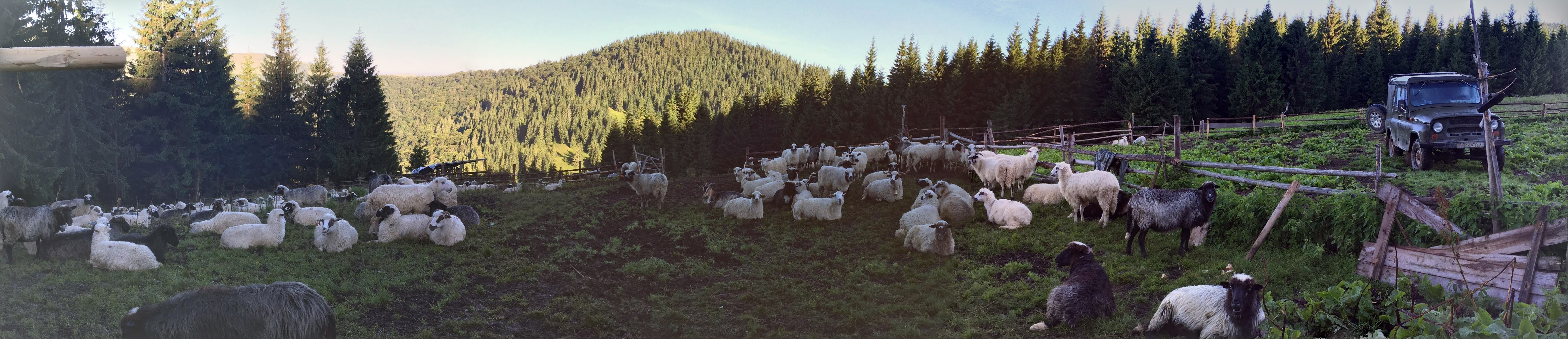
Кошара овець на полонині біля с. Лопухів
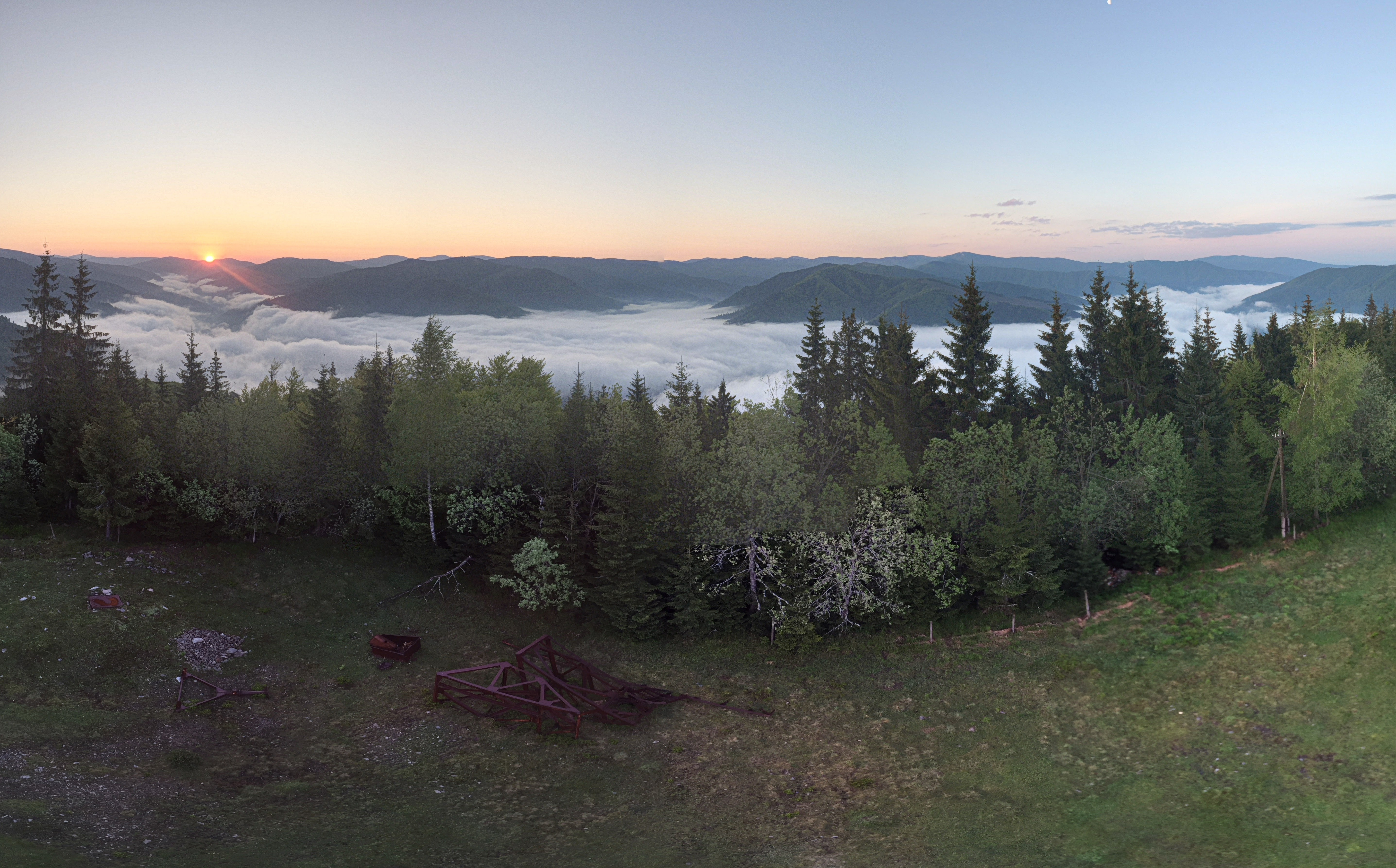
Лопухівська телерадіовежа. Світанок
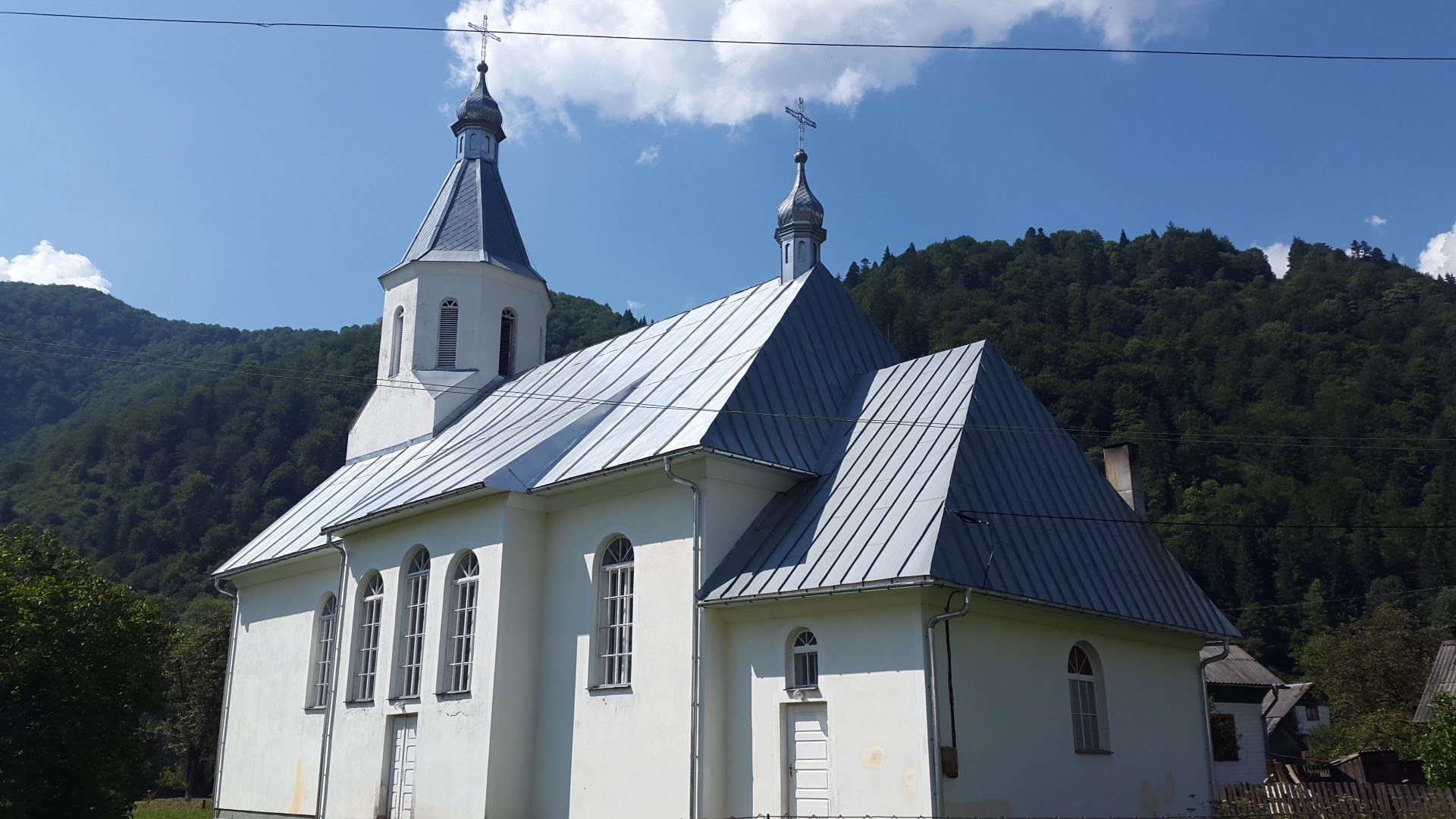
Греко-католицька церква. Вид на головний вхід
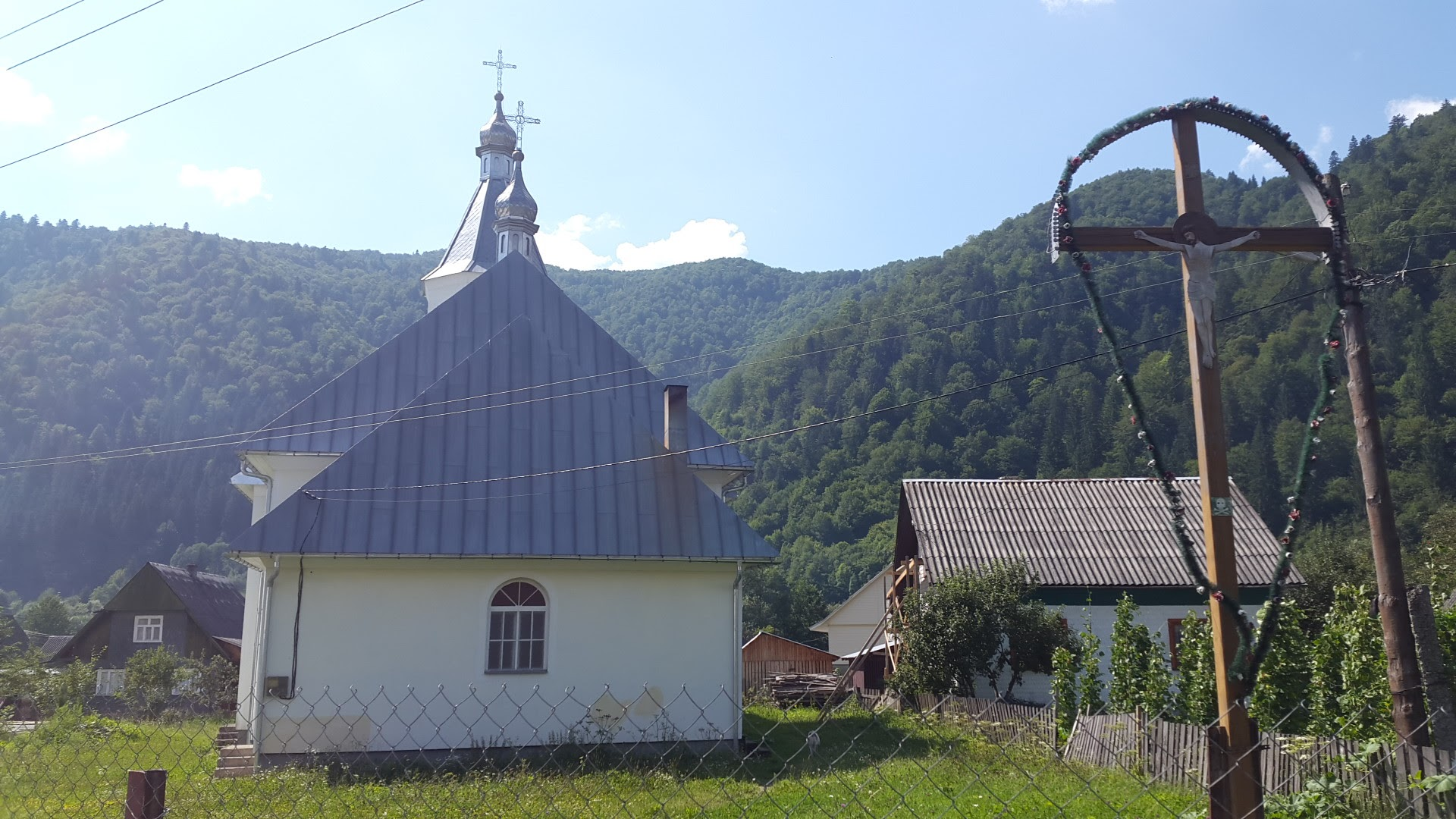
Греко-католицька церква. Вид збоку
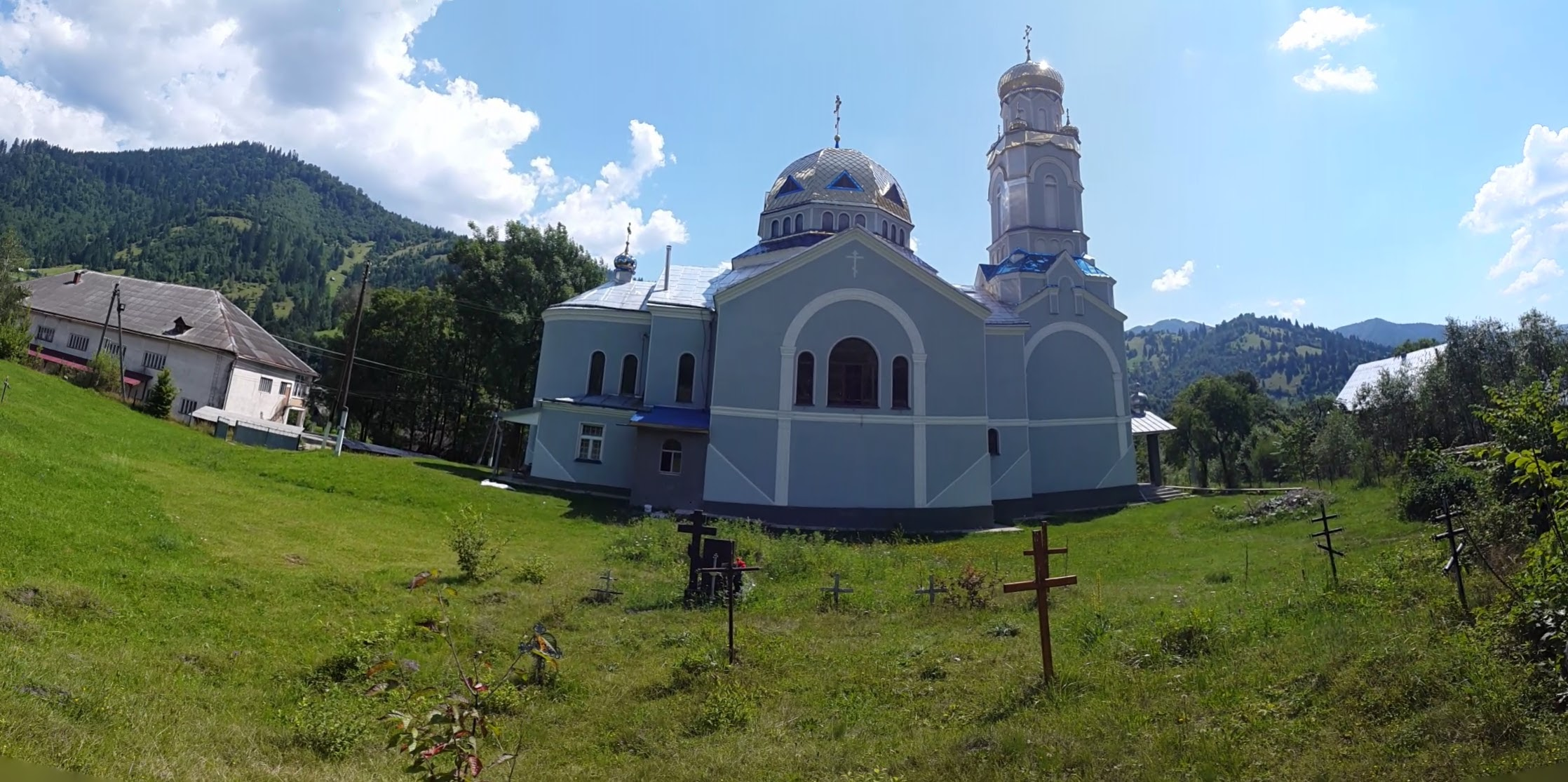
Церква св. Івана Предтечі (панорама)
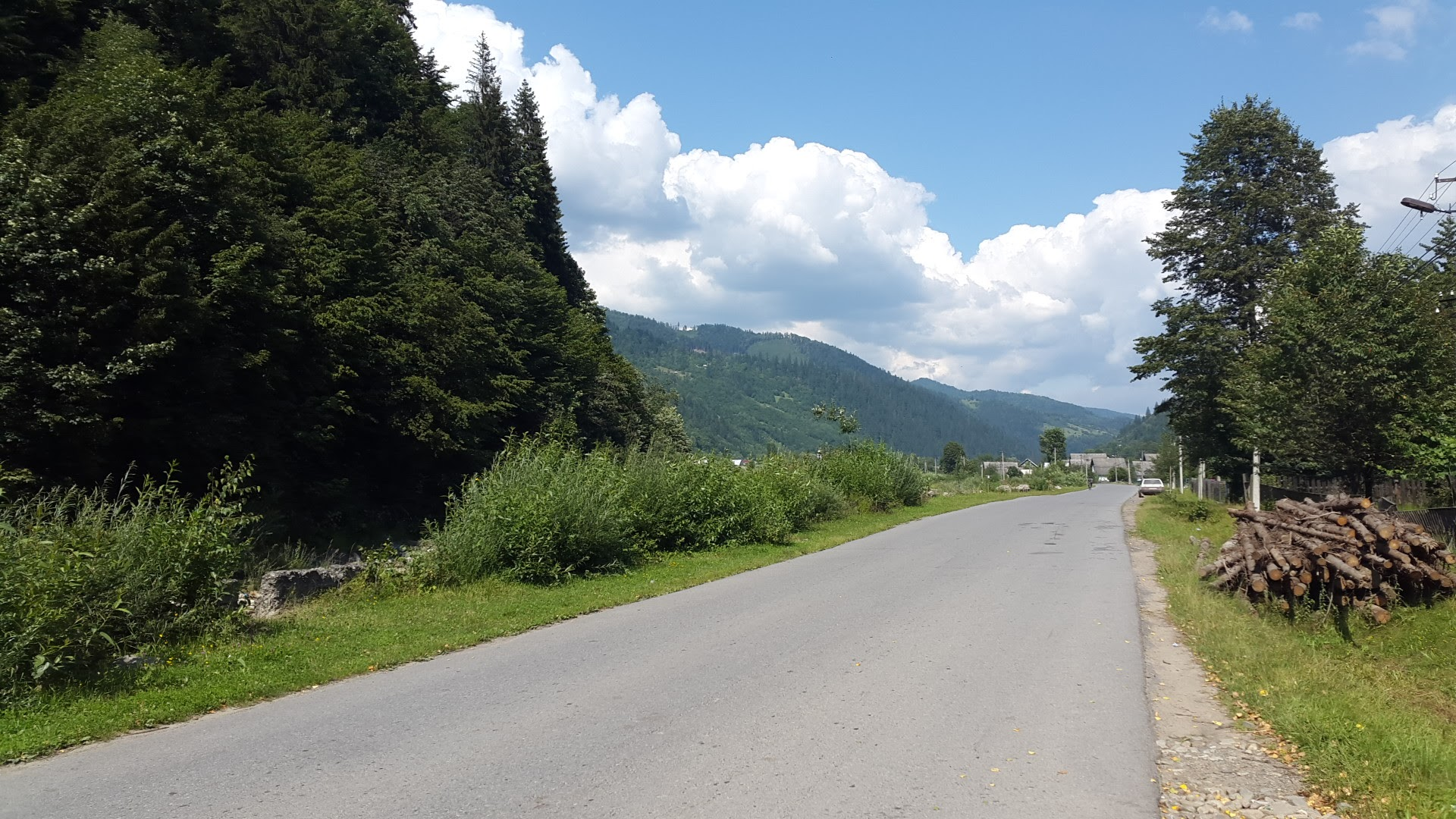
Центральна дорога Лопухова
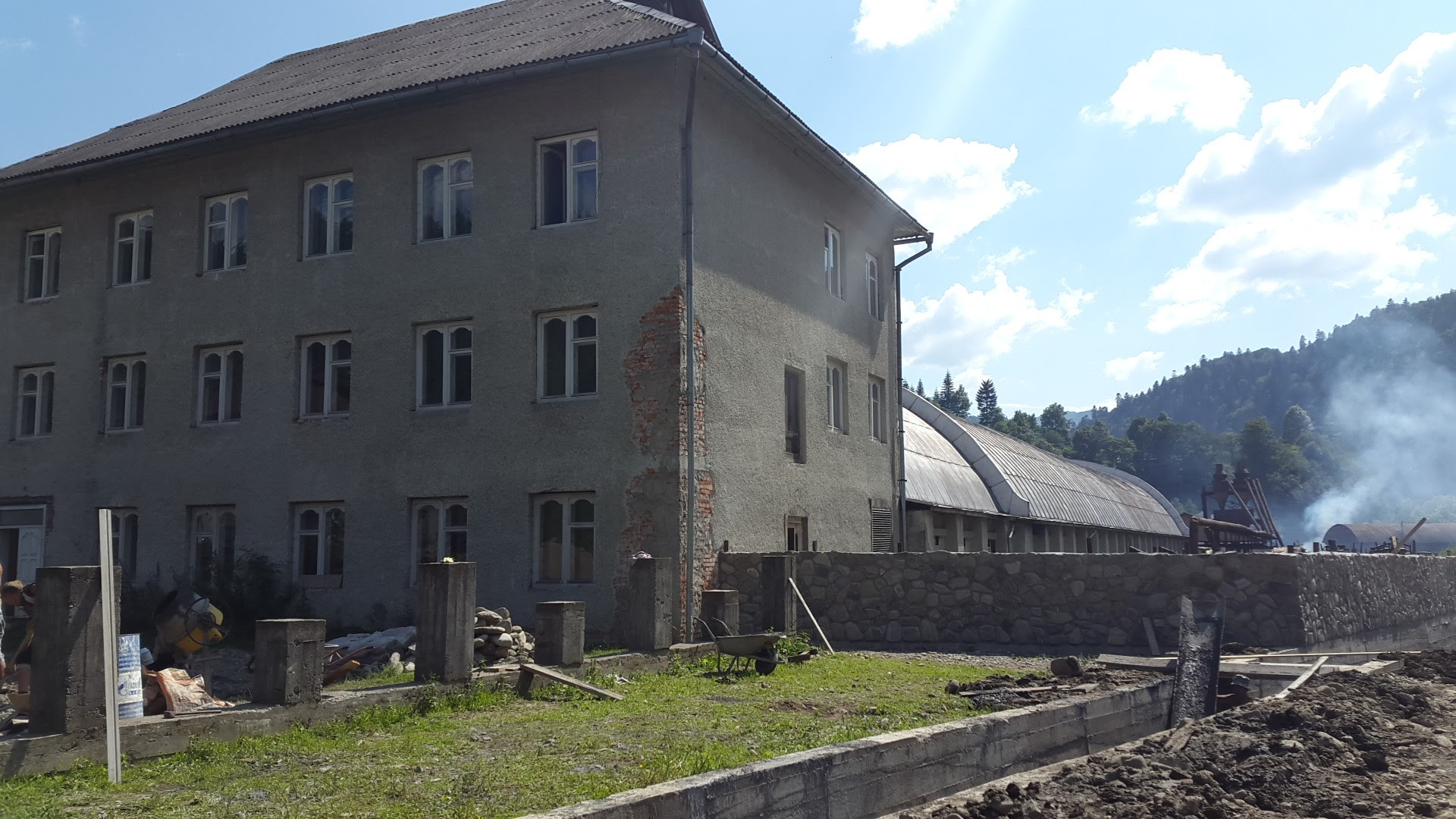
Підприємство з деревообробки "Бирть"
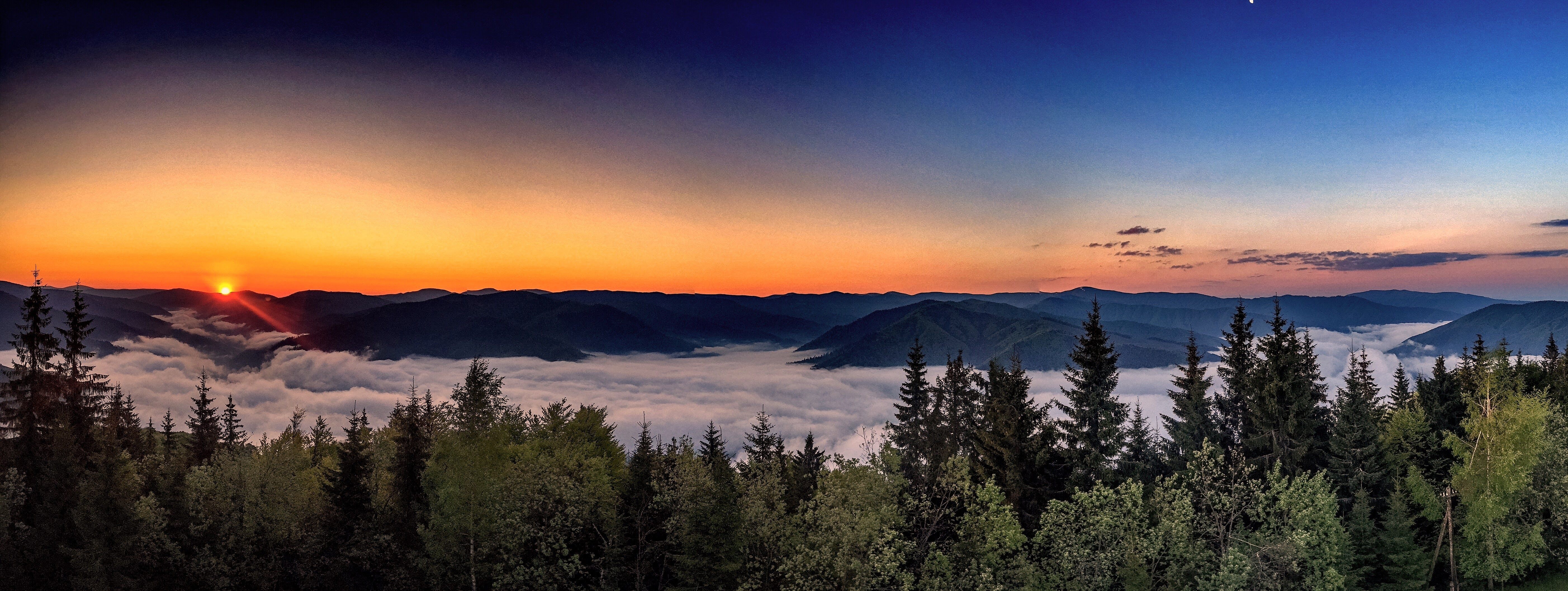
Захід сонця на Лопухівській телерадіовежі
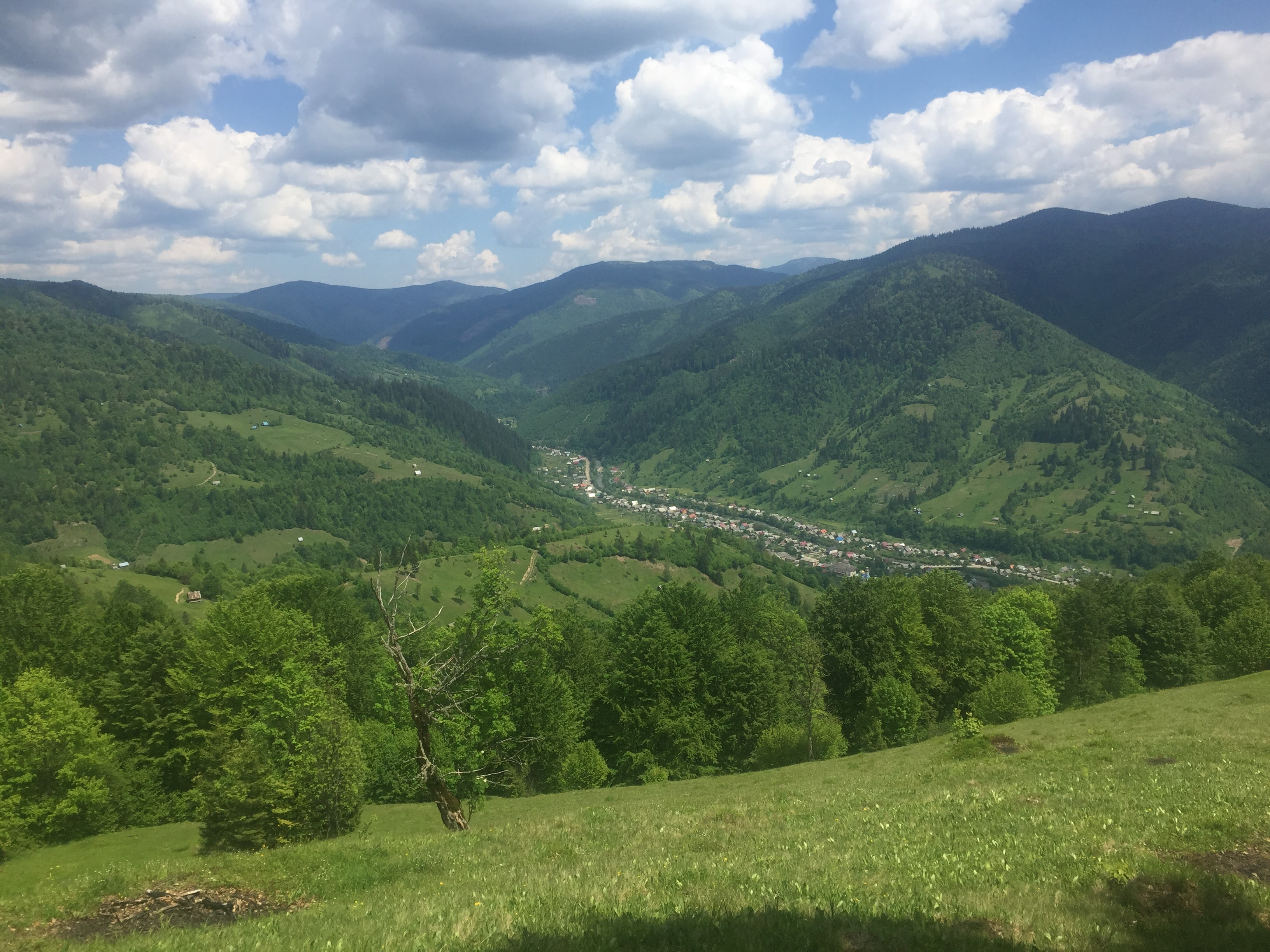
Вид на Лопухів з навколишніх гір
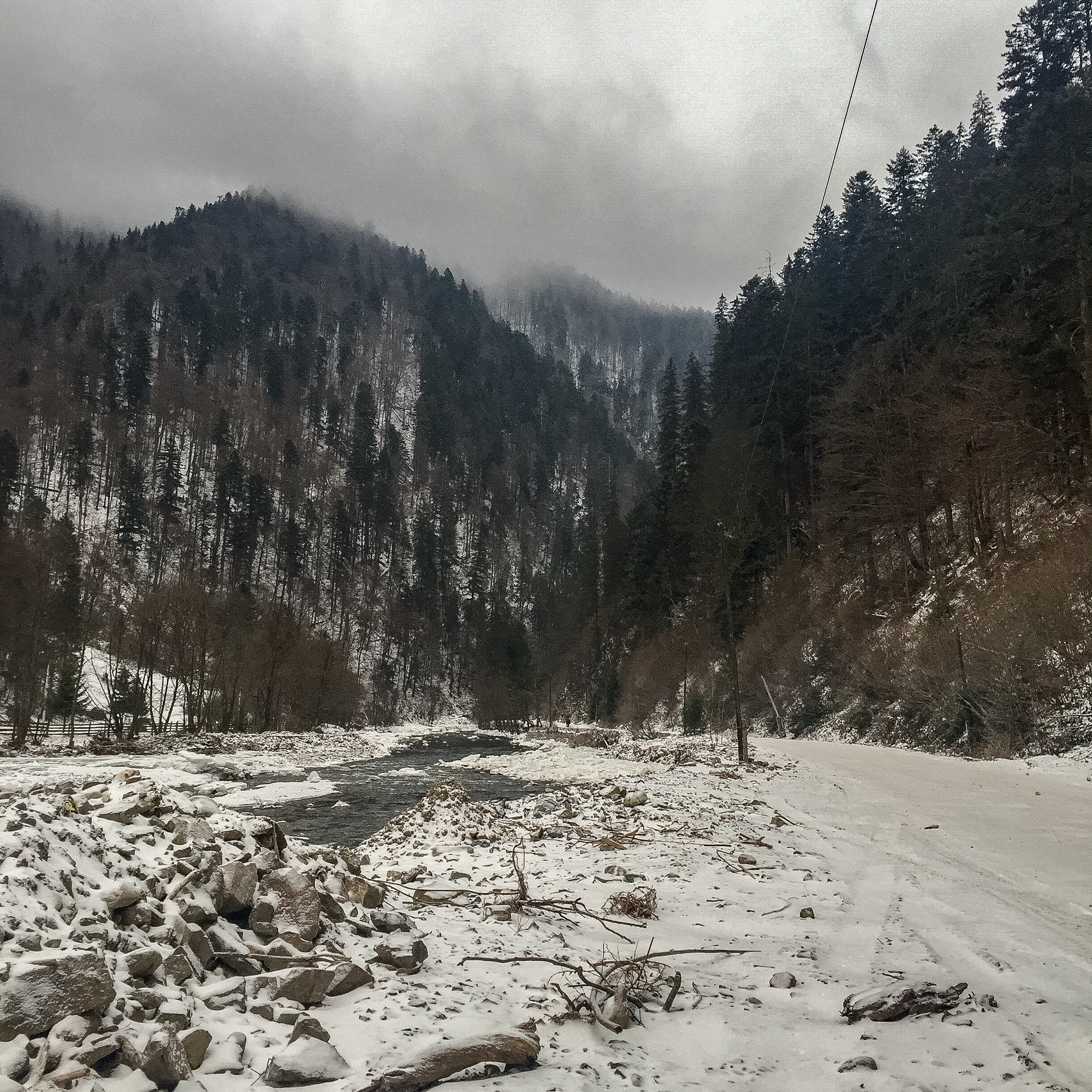
Вид на сторону села Усть-Чорна
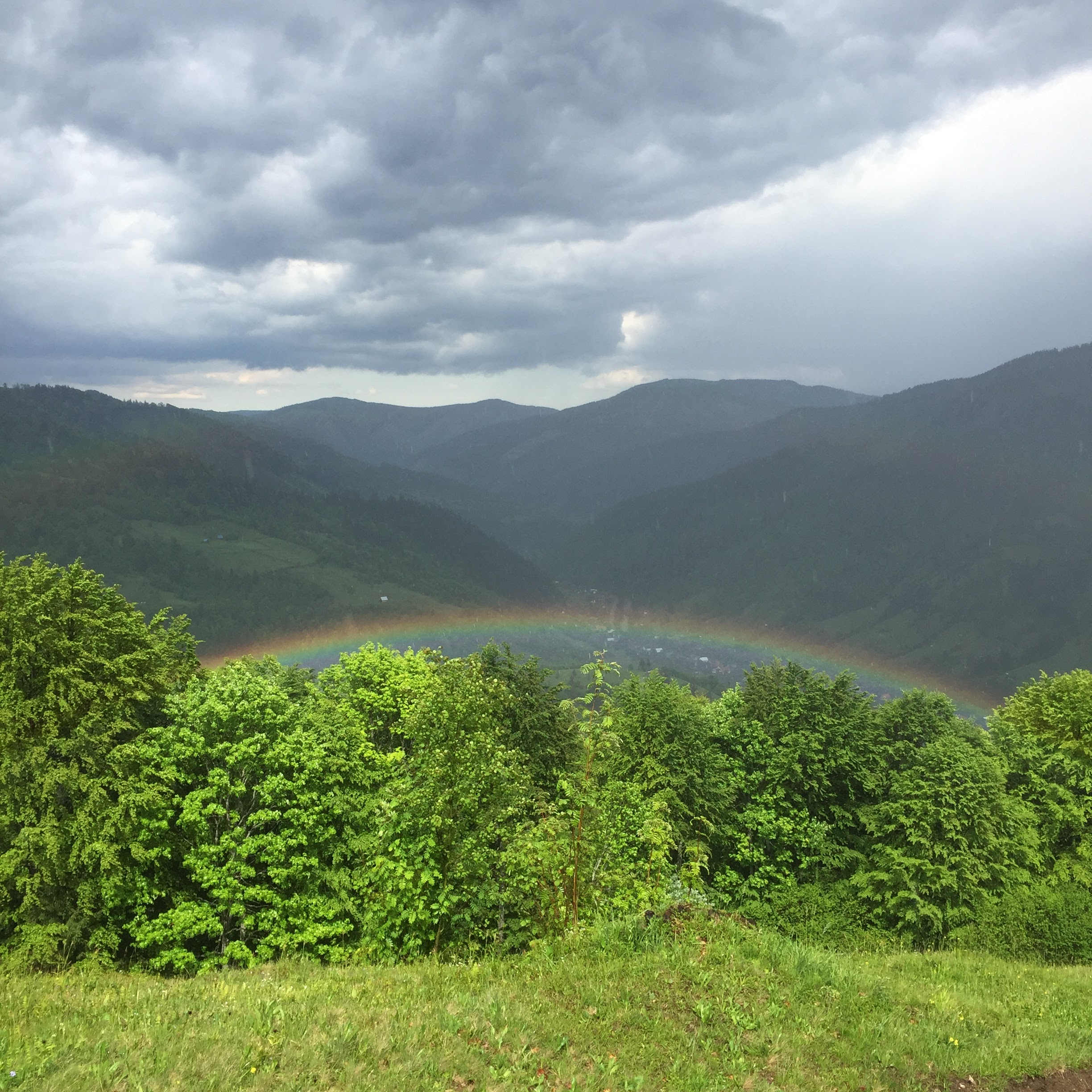
Веселка зі сторони Лопухівської телерадіовежі
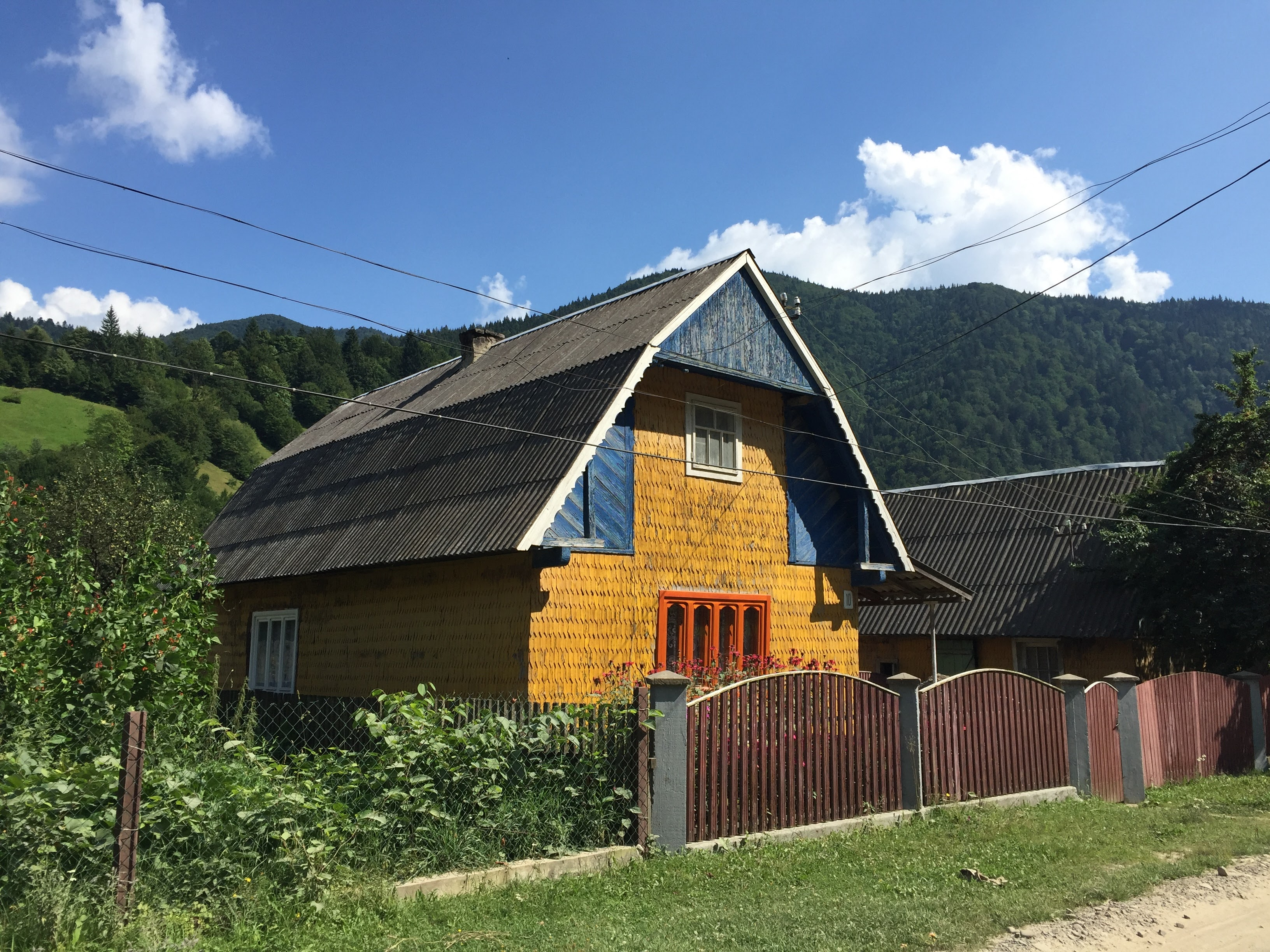
Патріотичні барви оселі (с. Лопухів)
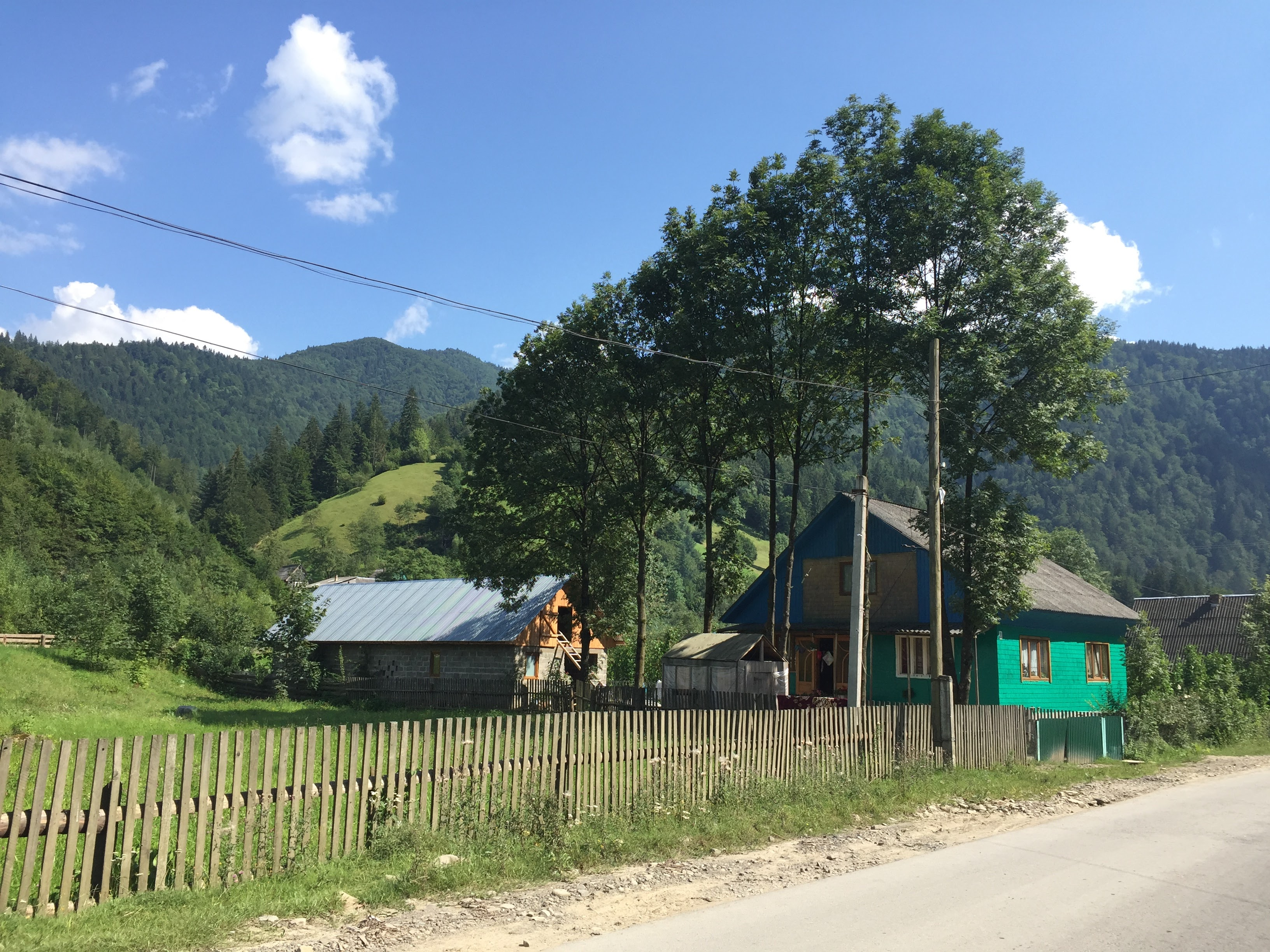
Будинок за високими деревами в селі Лопухів
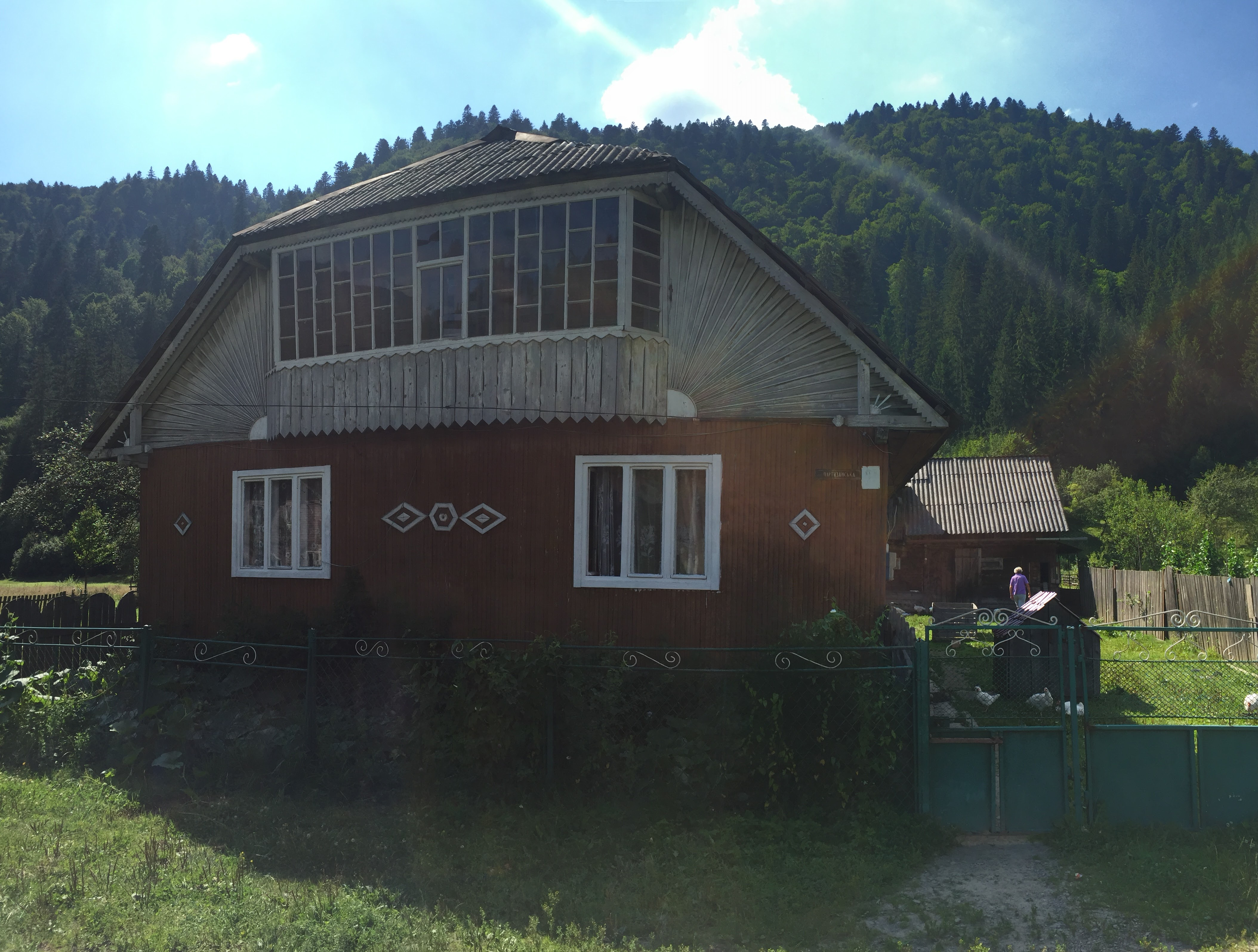
Місцевий колорит (с. Лопухів)
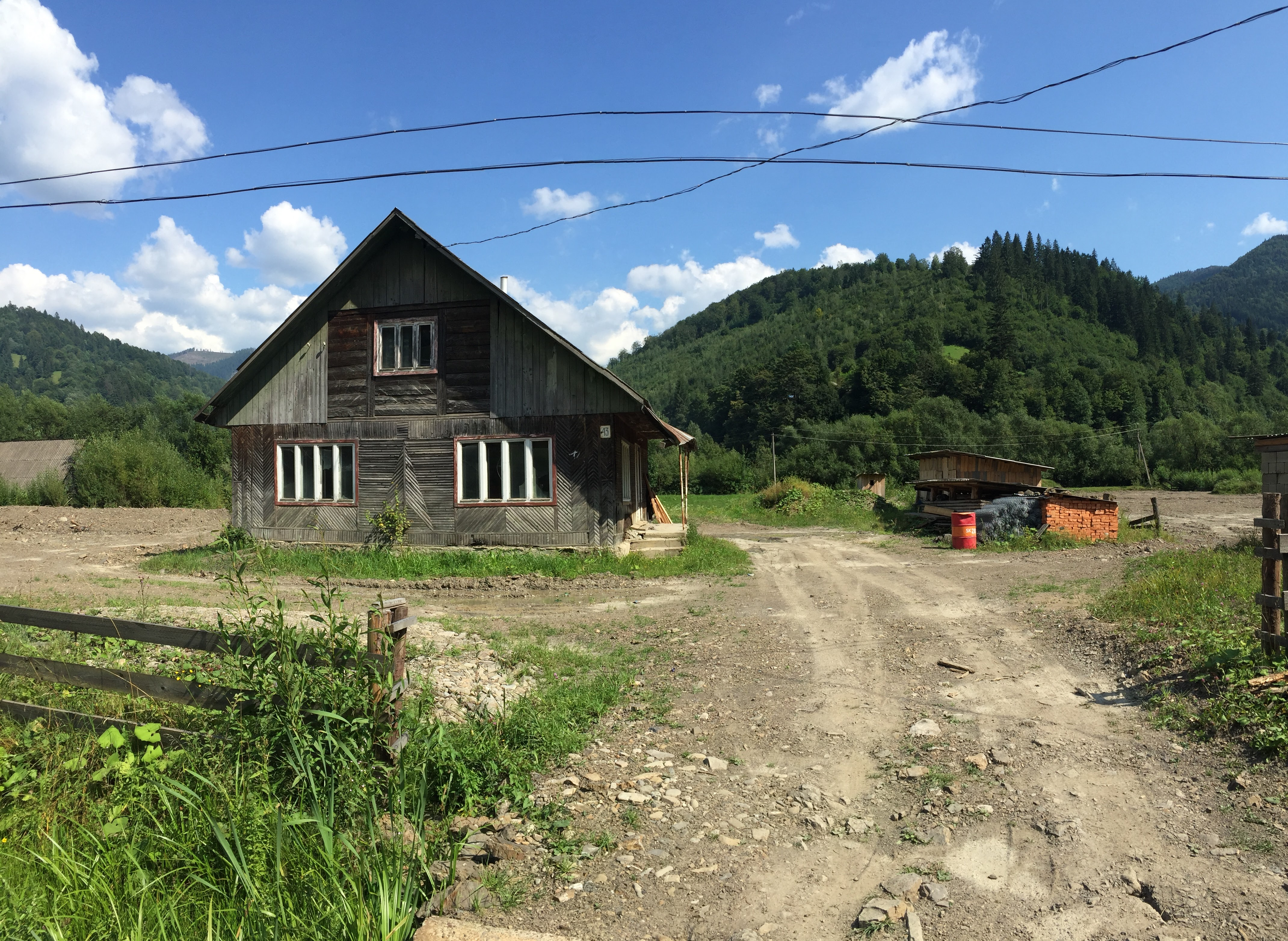
Вид на виїзді з села
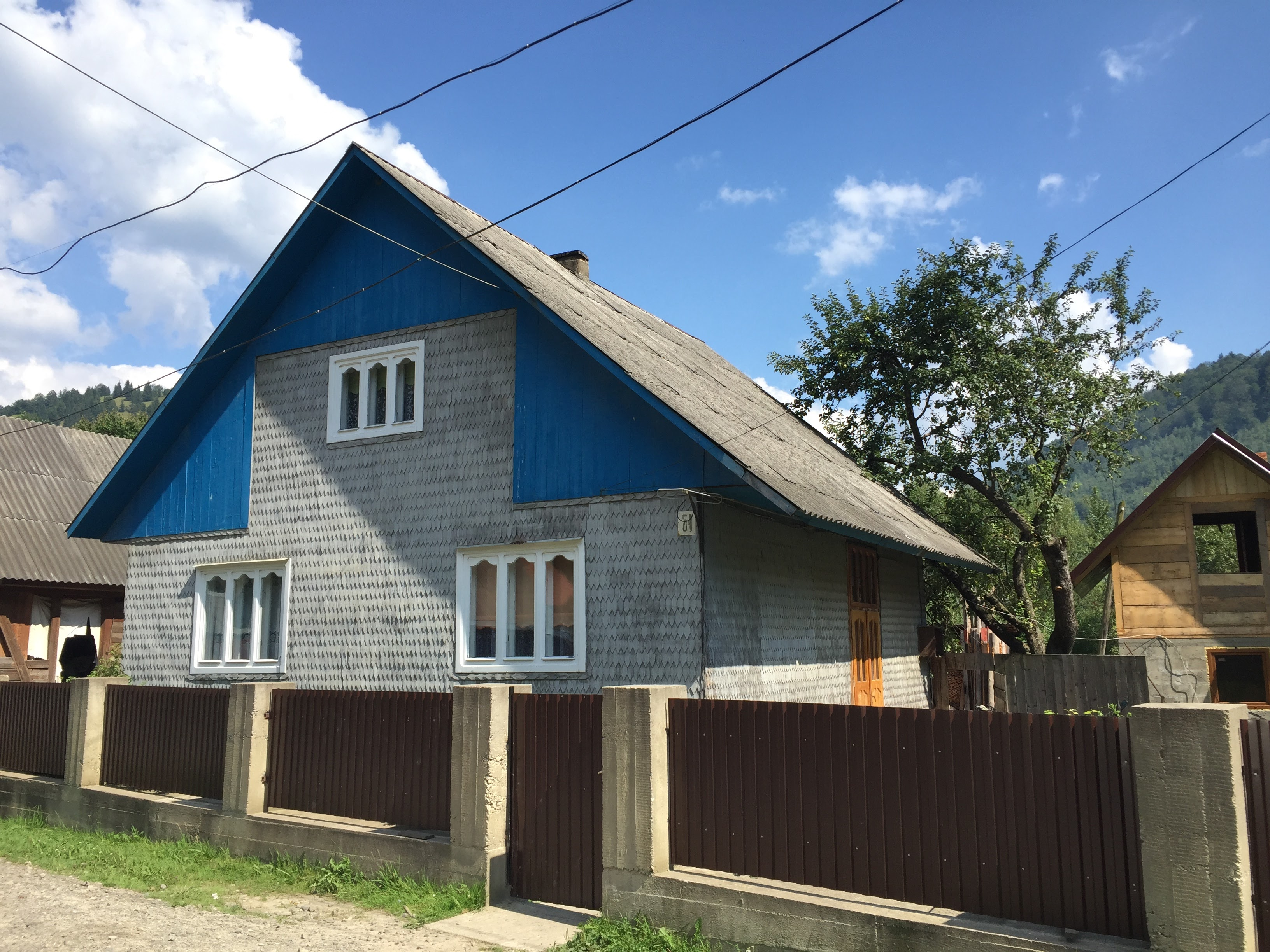
Різнобарвний будинок в с. Лопухів
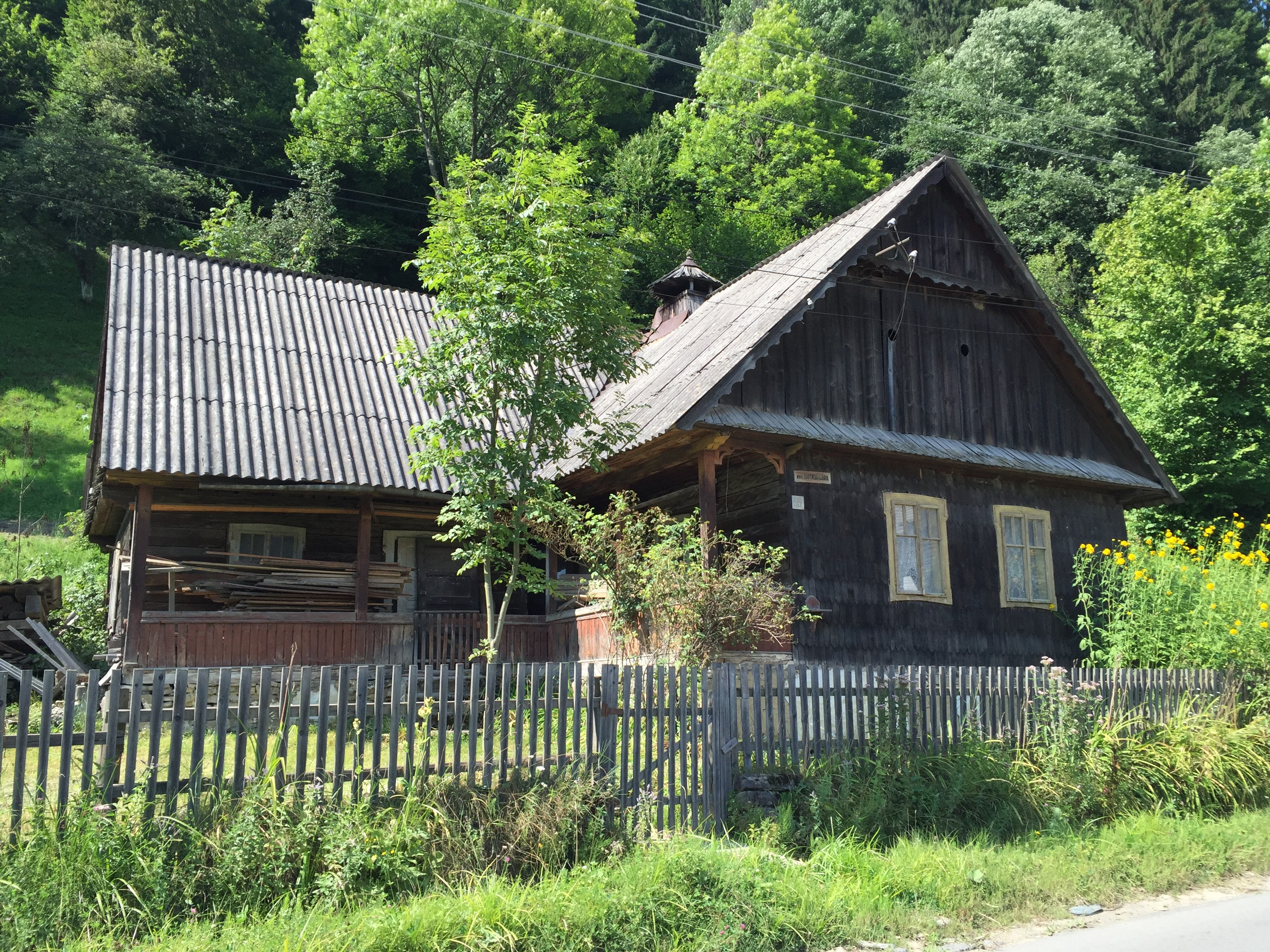
Типова архітектура будинків села Лопухів
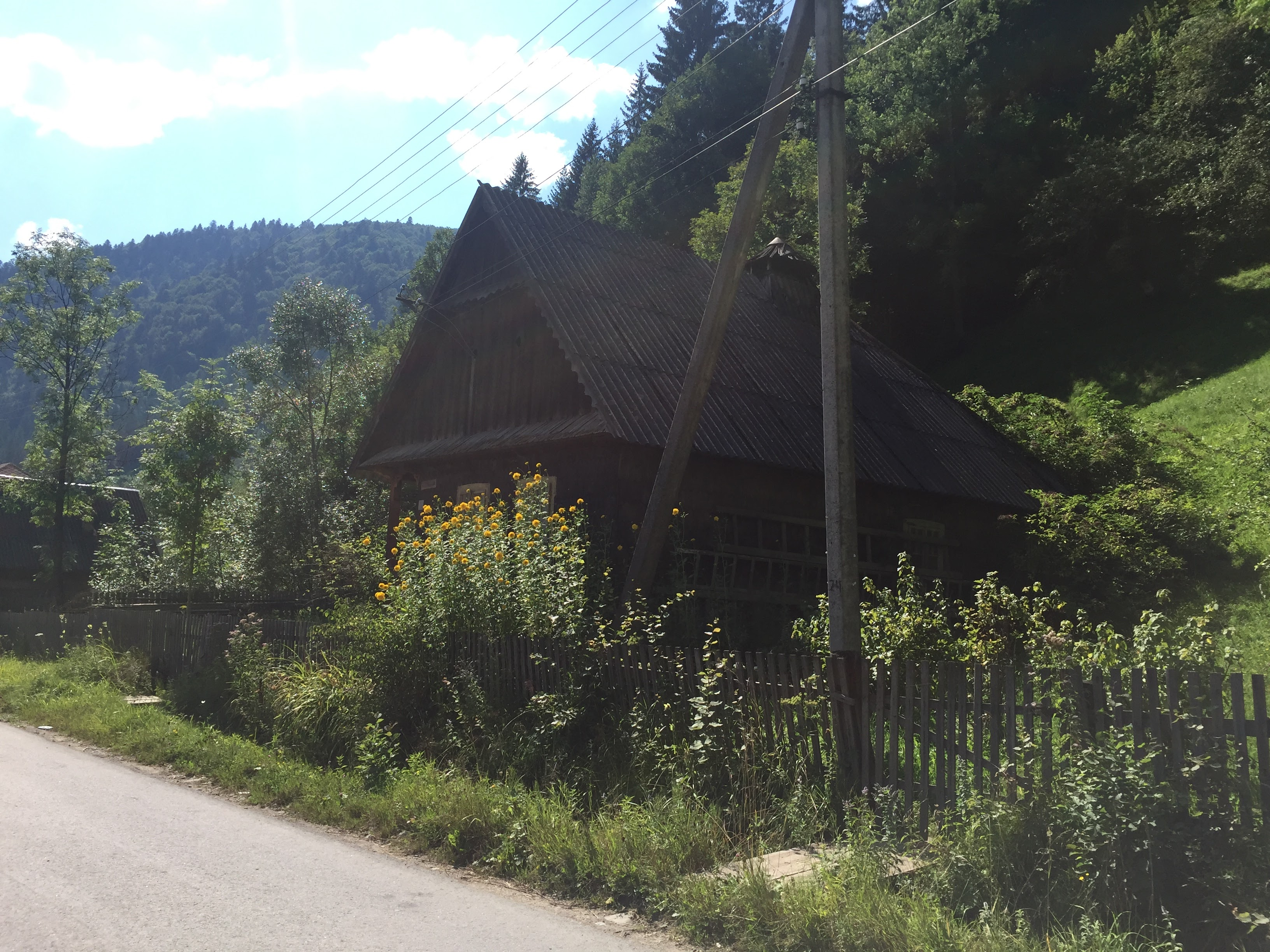
Старий будинок в с. Лопухів
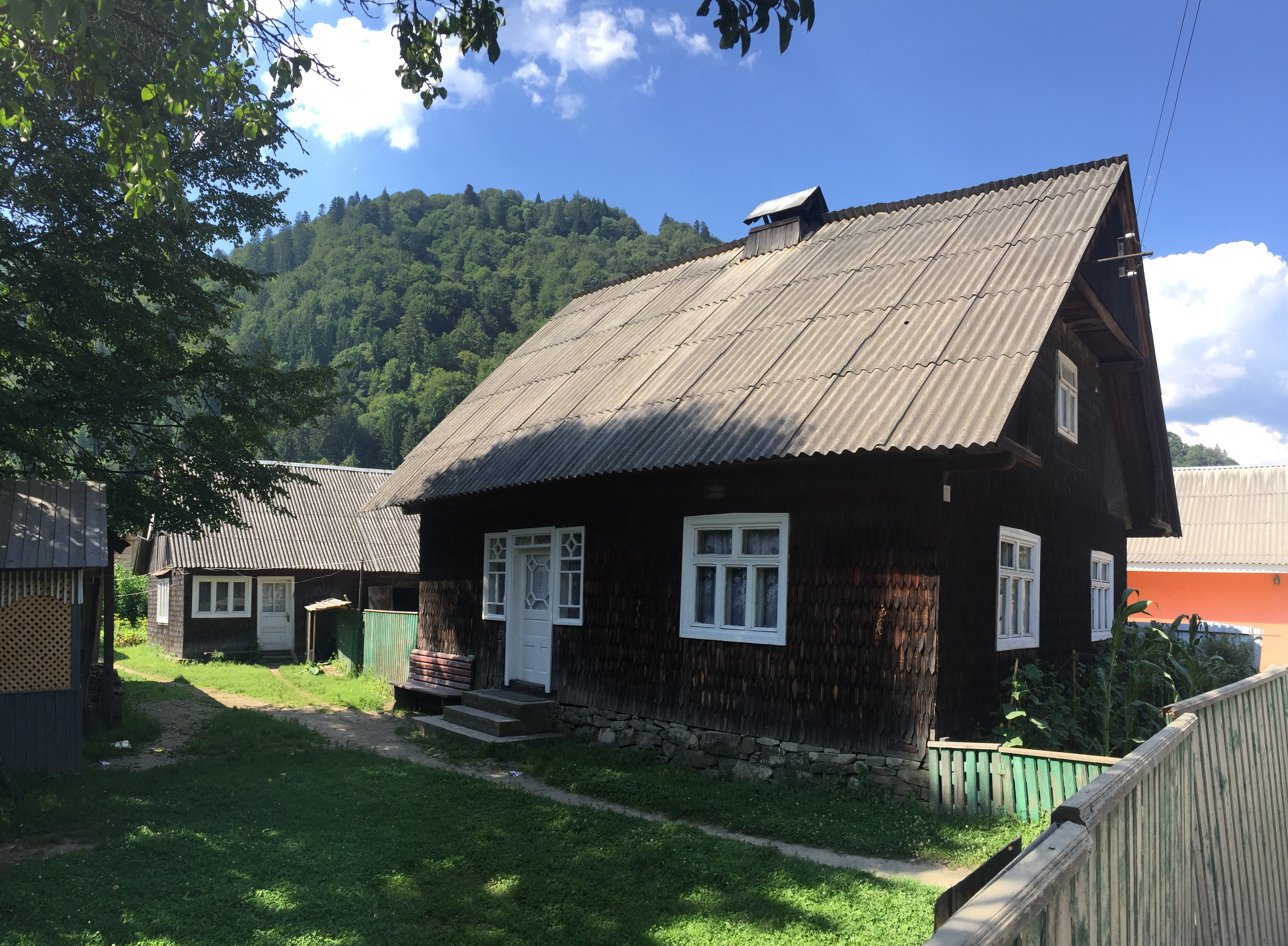
Ґанок ґазди в с. Лопухів
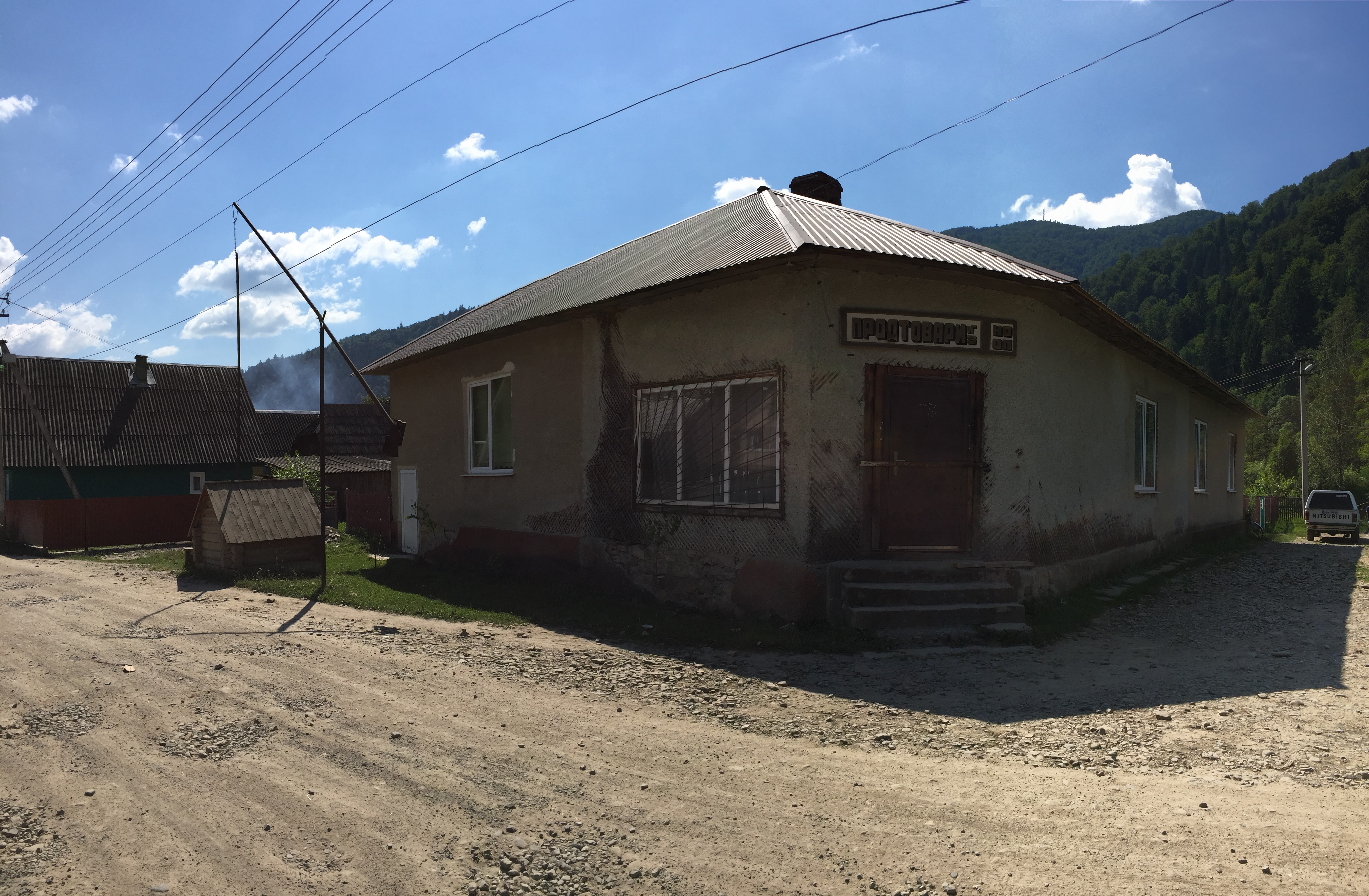
Криниця "журавель" з джерельною водою
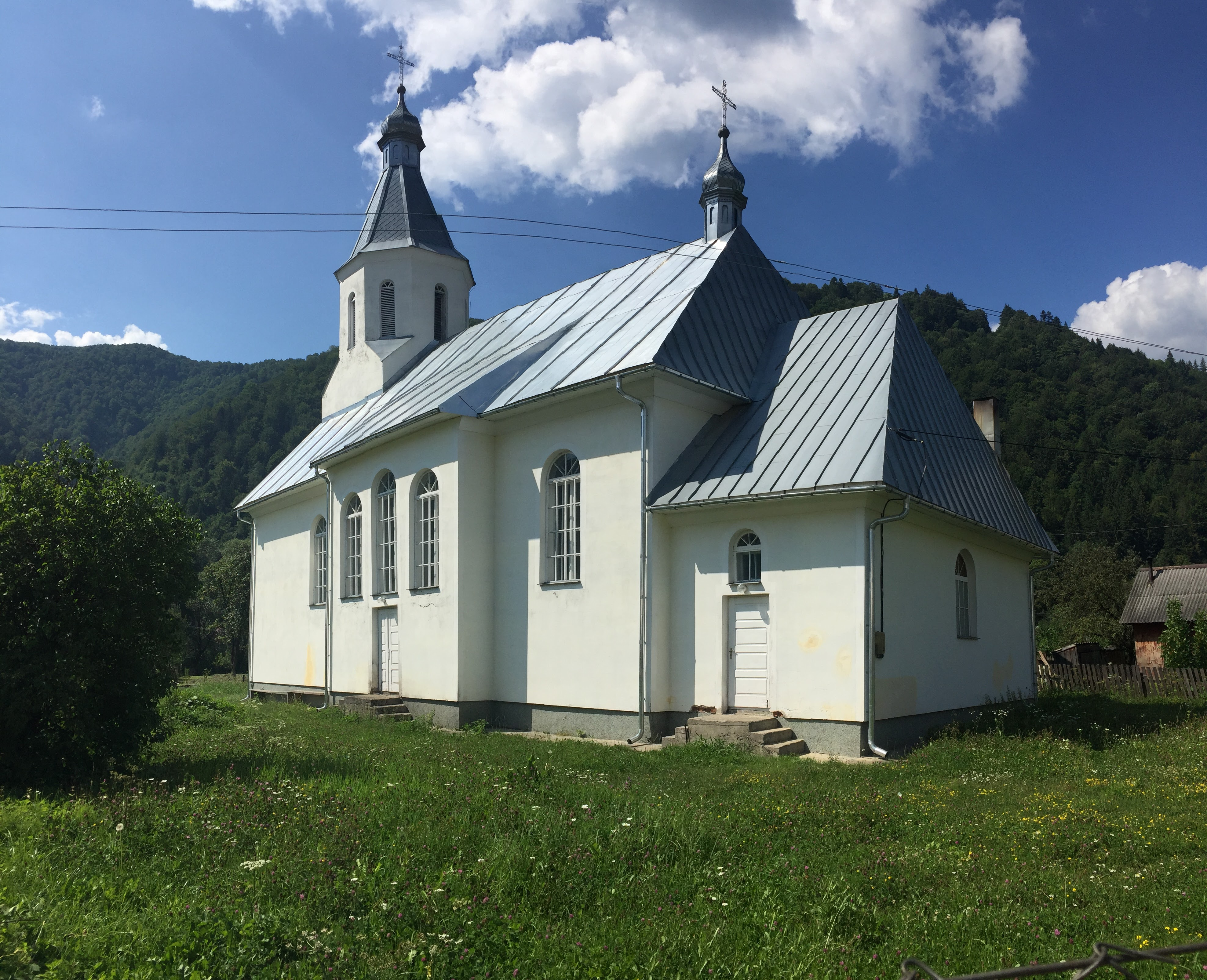
Греко-католицька церква в с. Лопухів
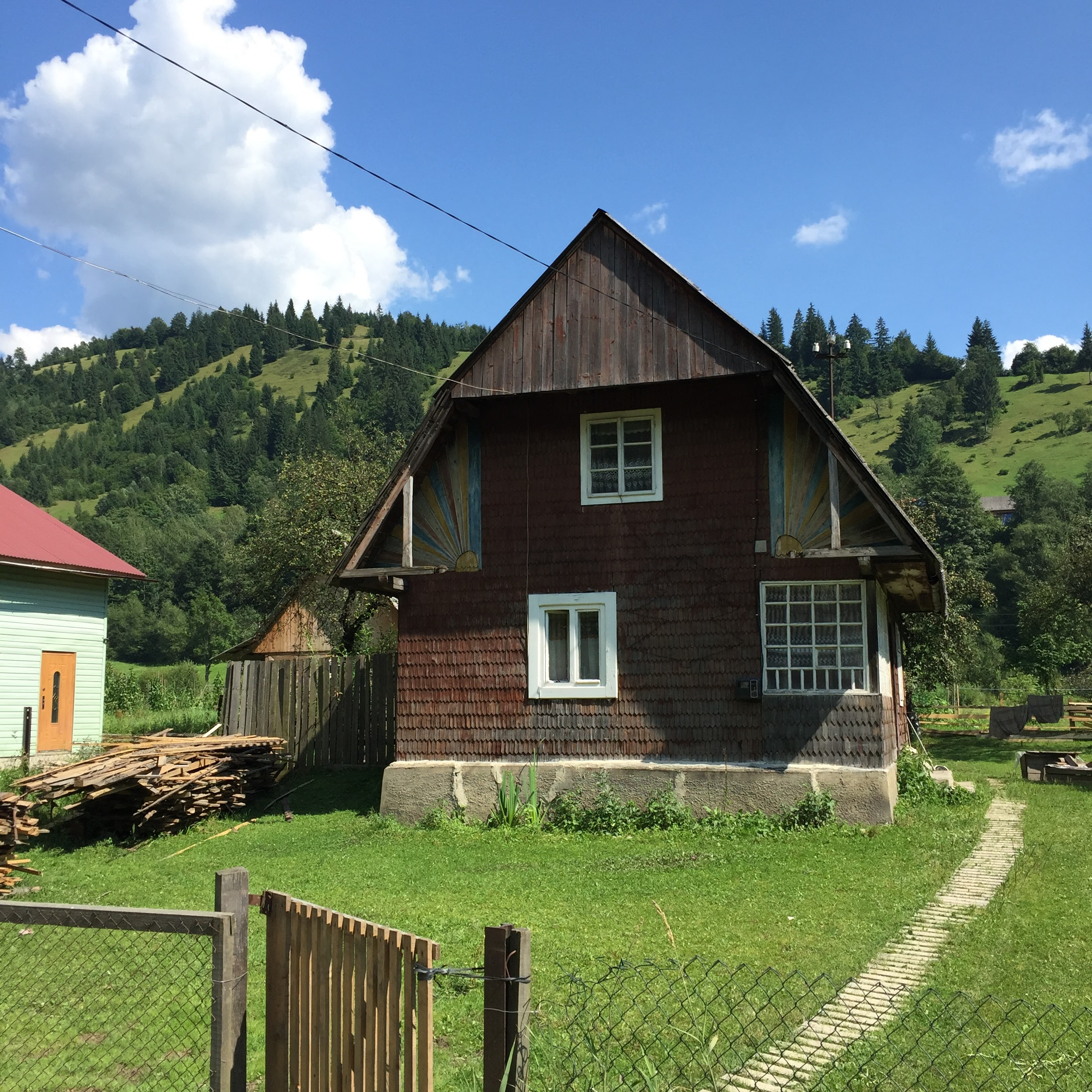
Типова сільська оселя в с. Лопухів
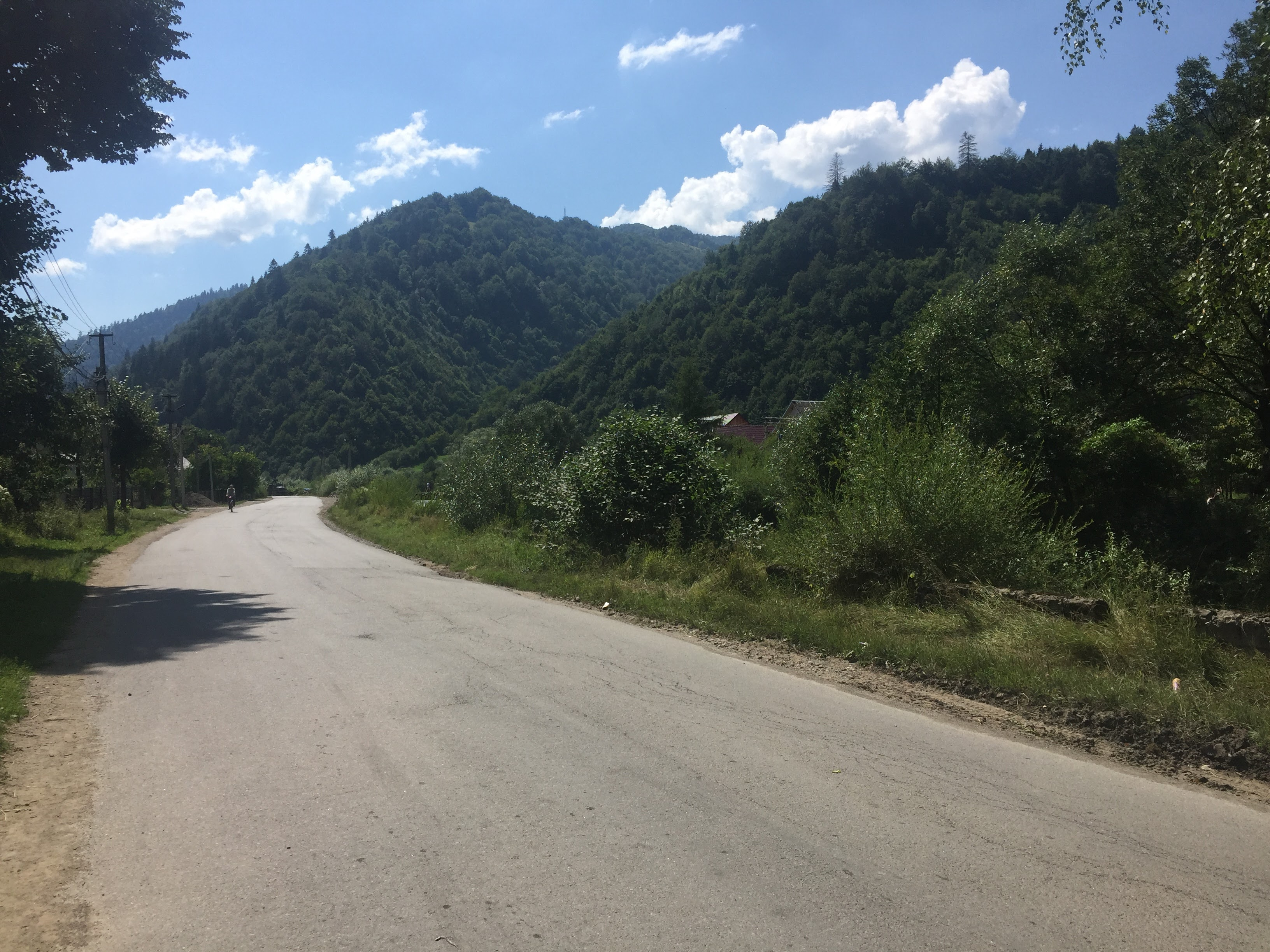
Вид на гору Діл
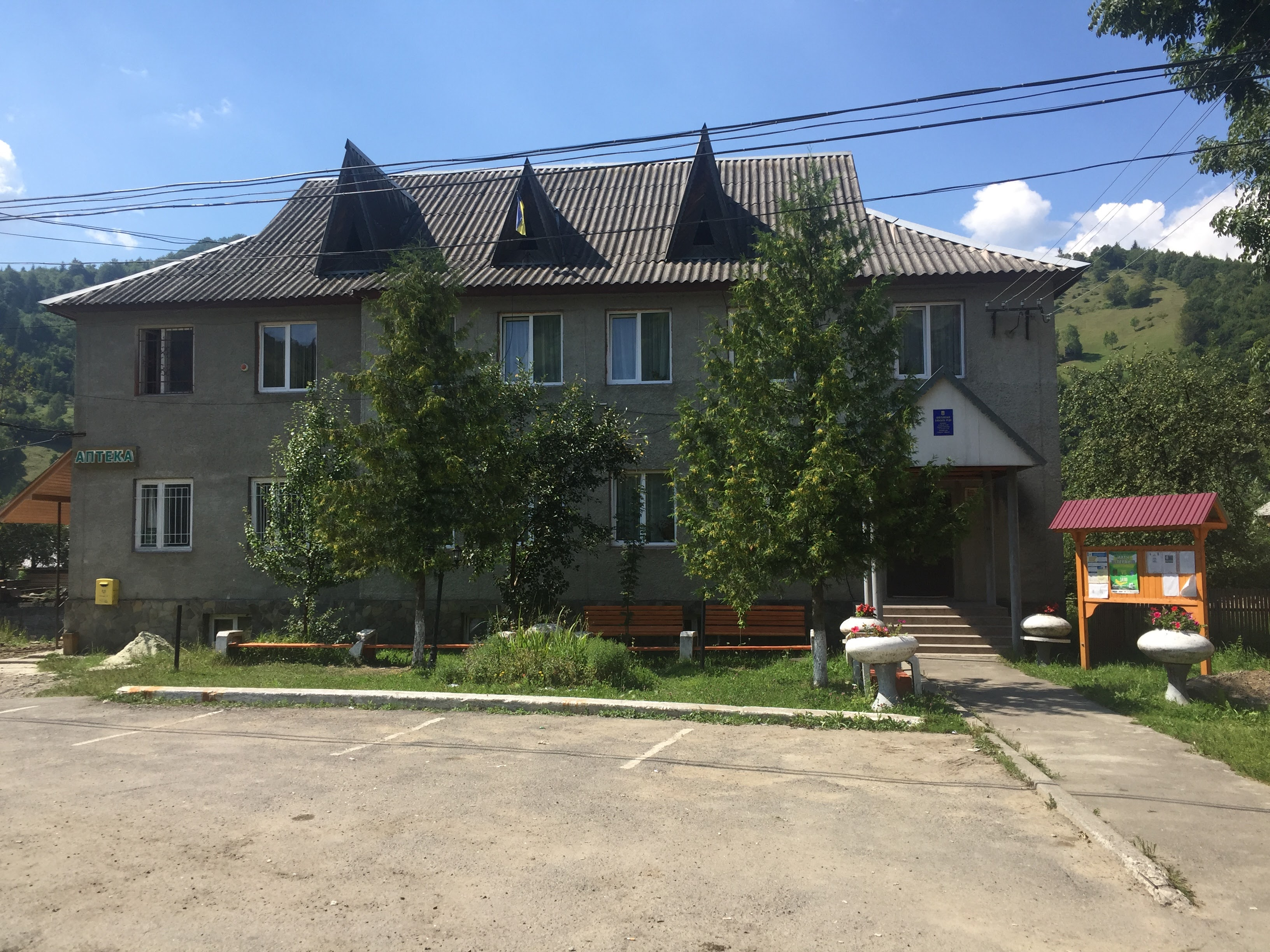
Сільська рада в селі Лопухів
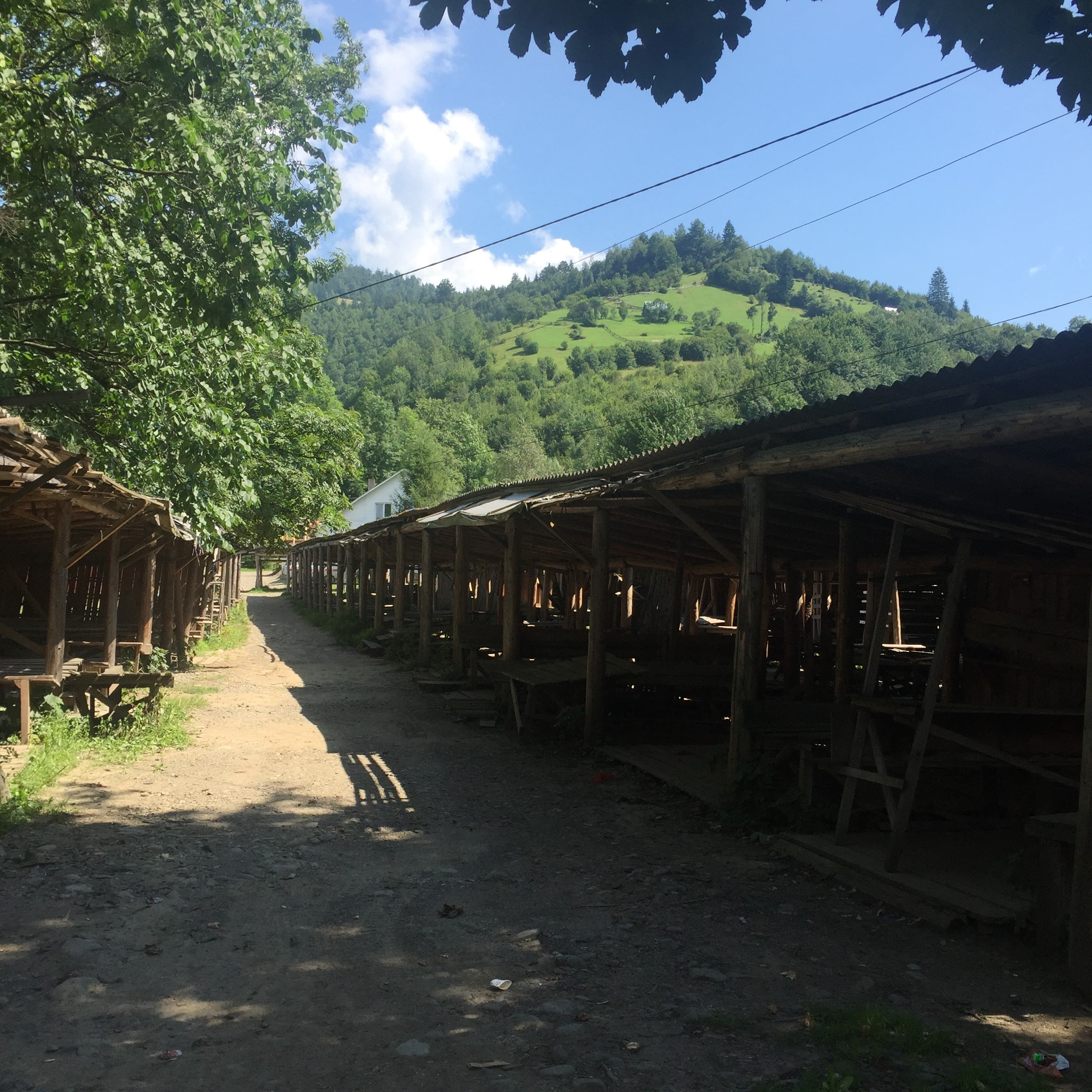
Базар у селі Лопухів
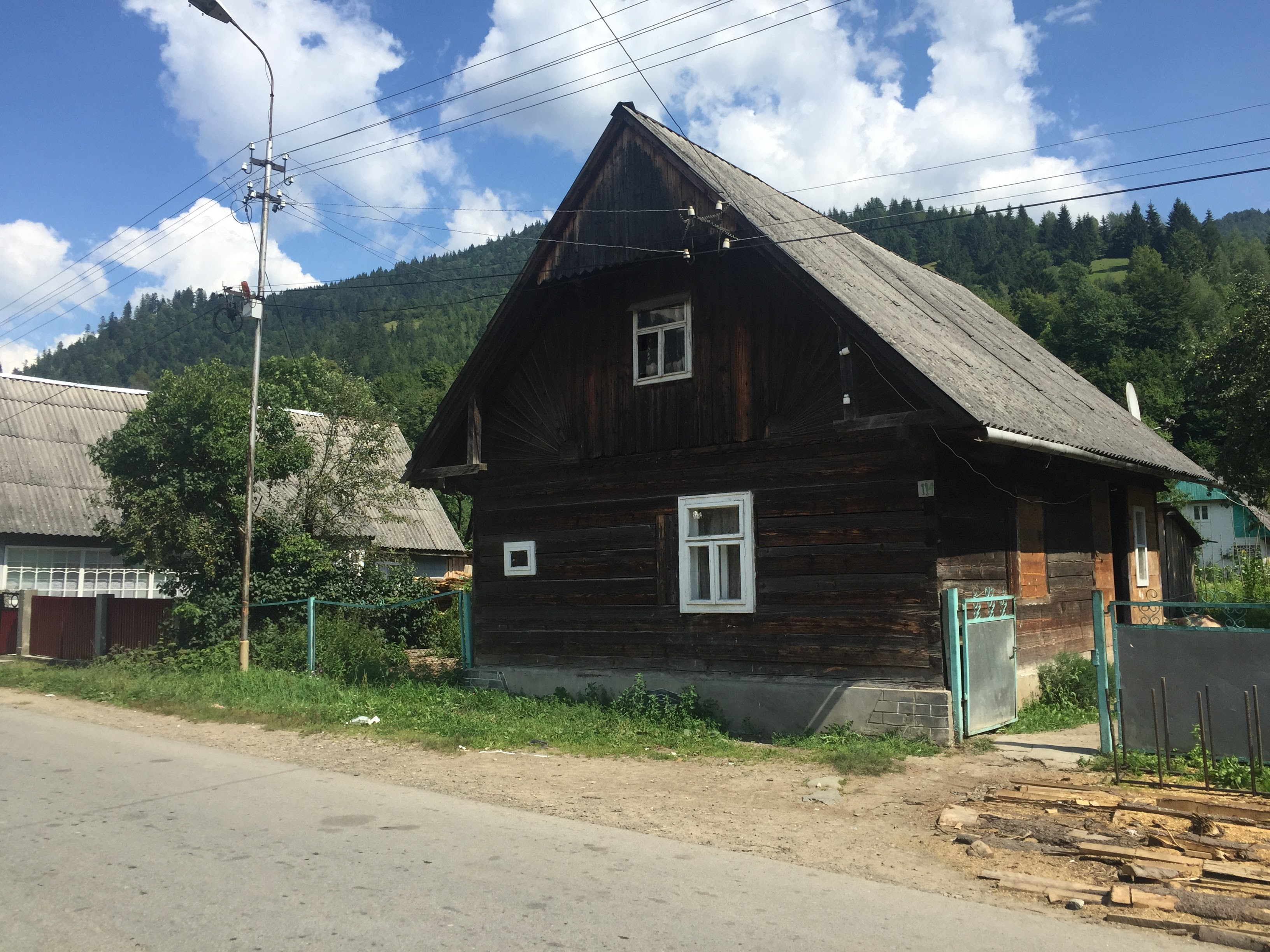
Типовий сільський будинок (с. Лопухів)
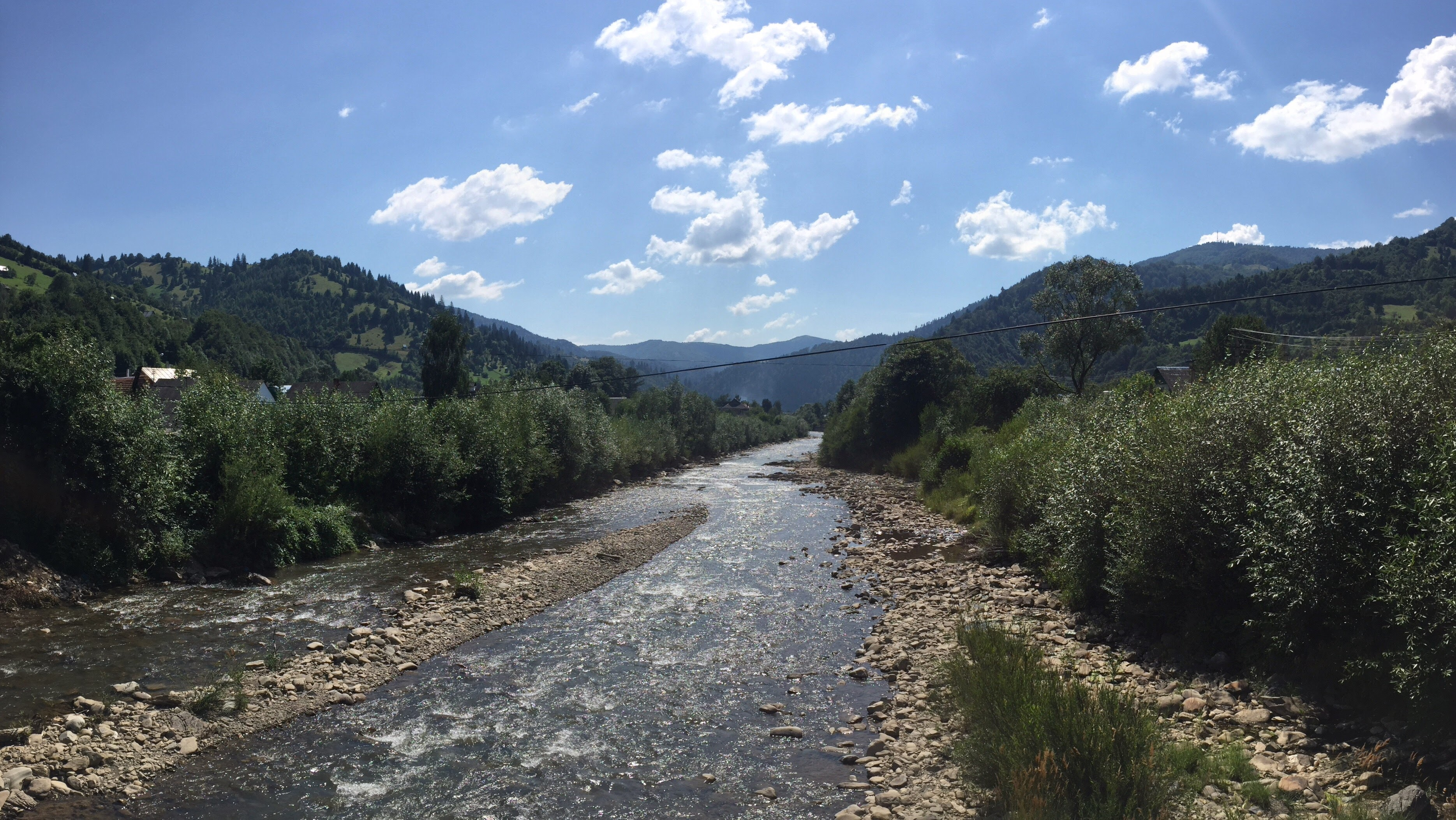
Річка Брустурянка (с. Лопухів)
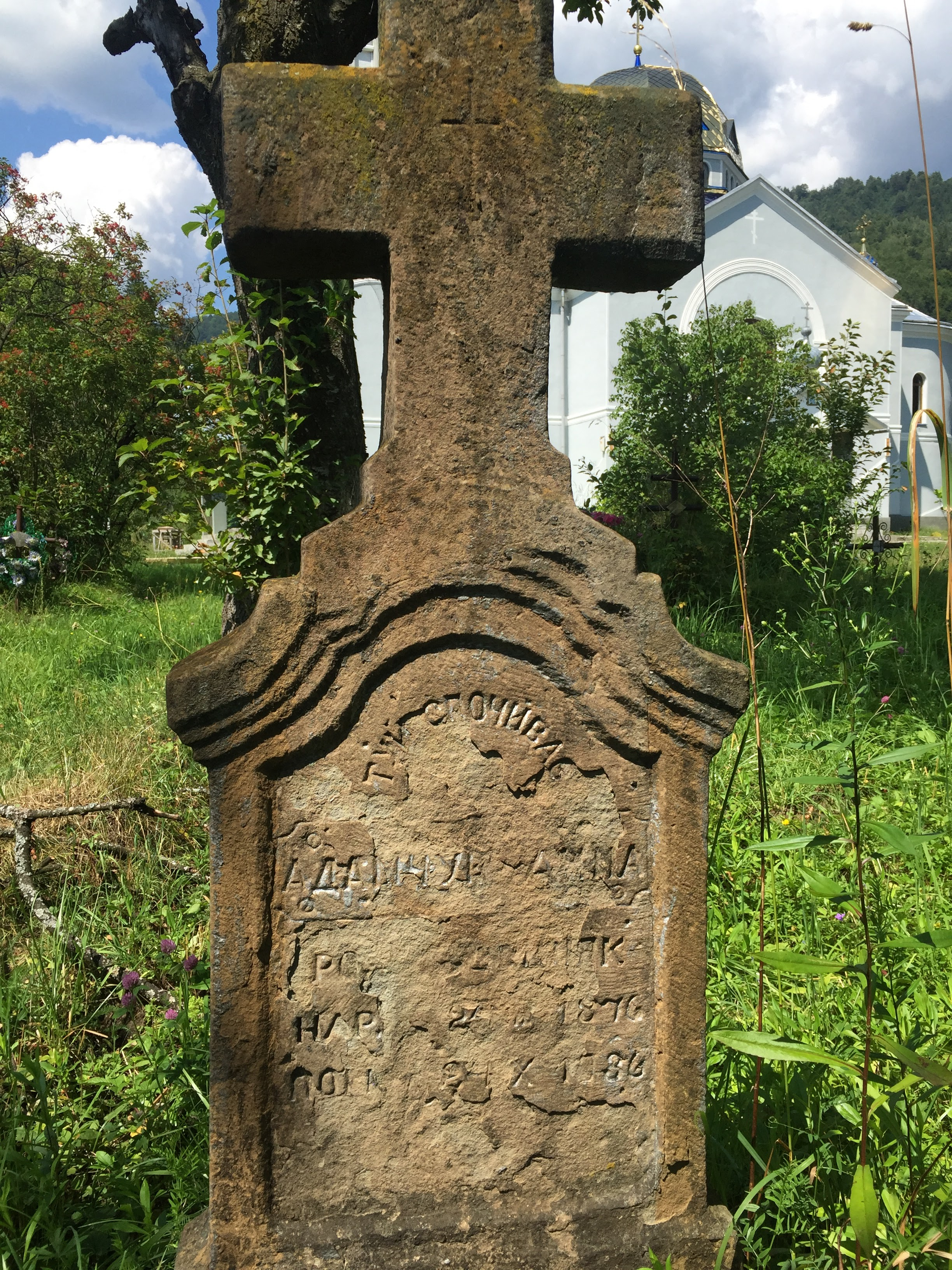
Одна з могил на кладовищі біля церкви св. Івана Предтечі (с. Лопухів)
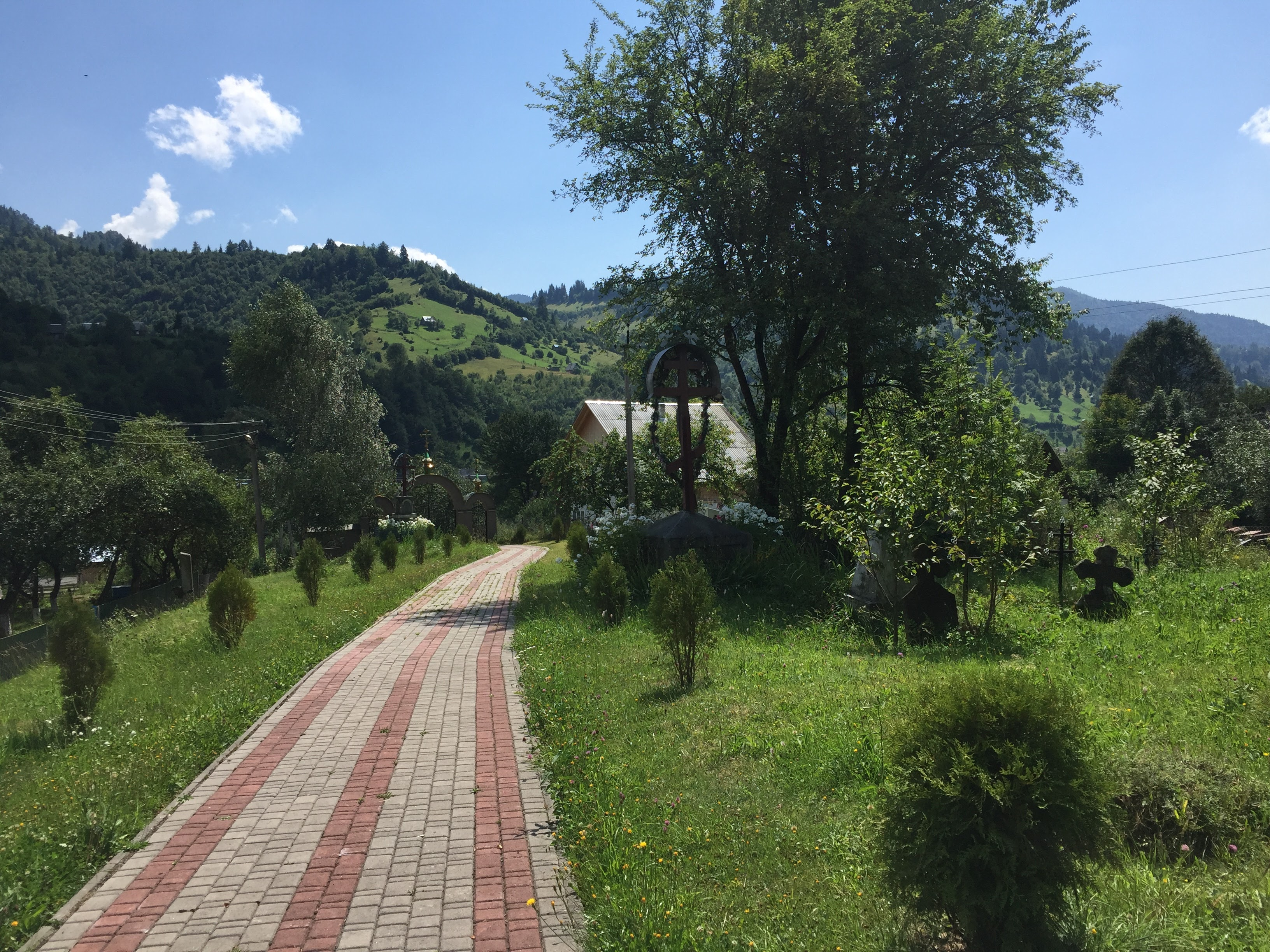
На території церкви св. Івана Предтечі (с. Лопухів)
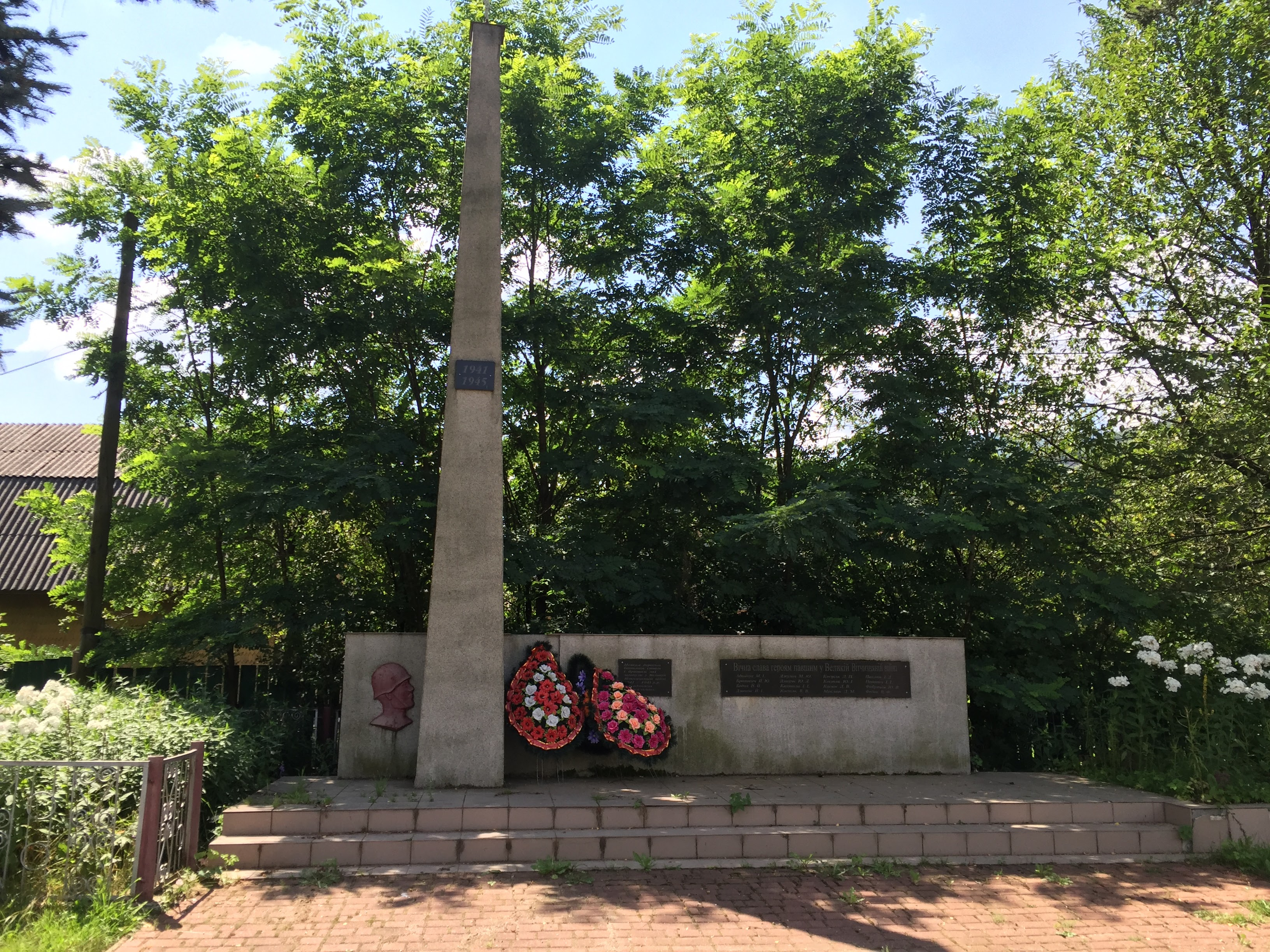
Пам'ятник солдатам, що полягли в часи Другої світової війни
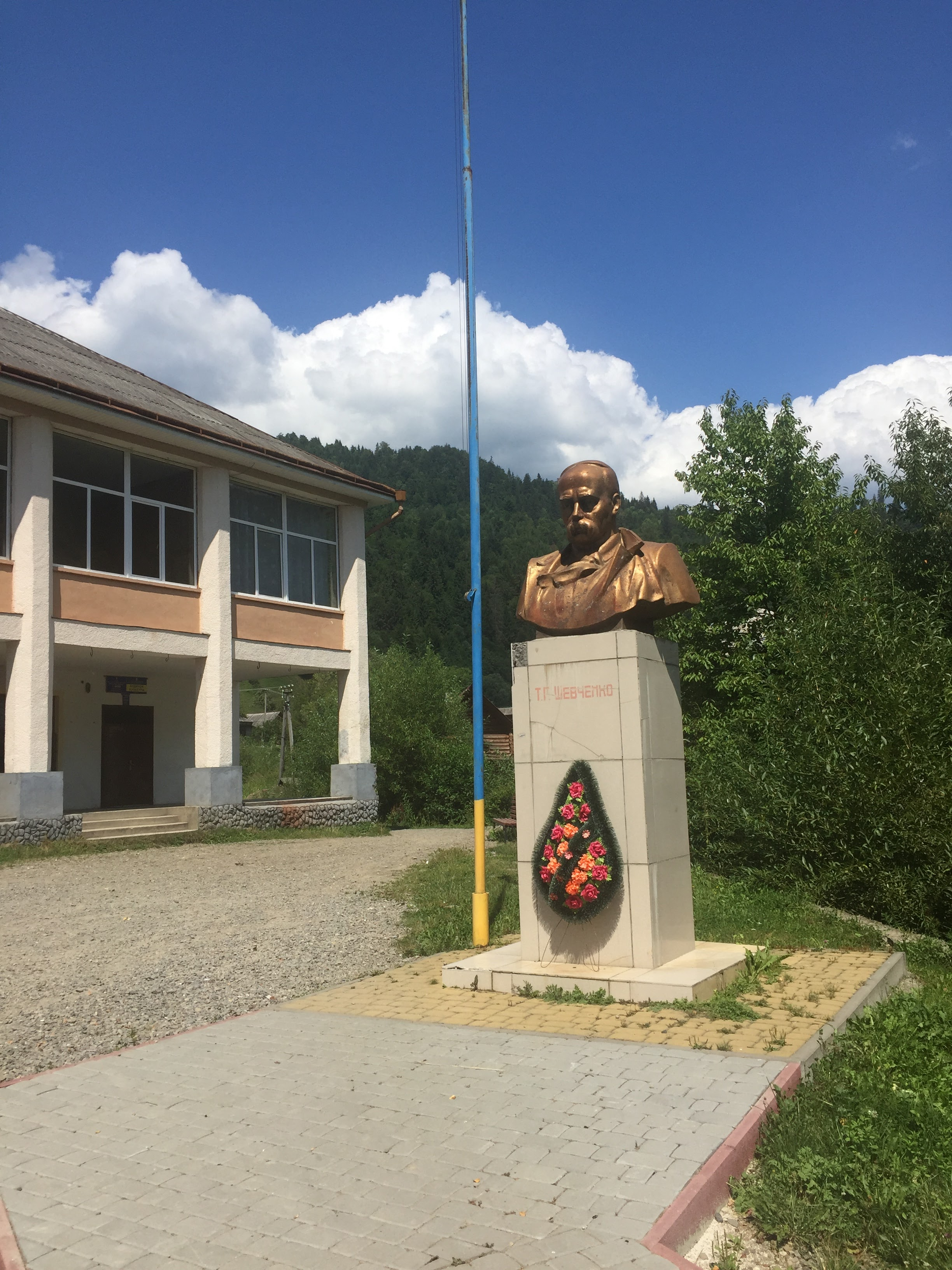
Пам'ятник Тарасу Шевченку (с.Лопухів)
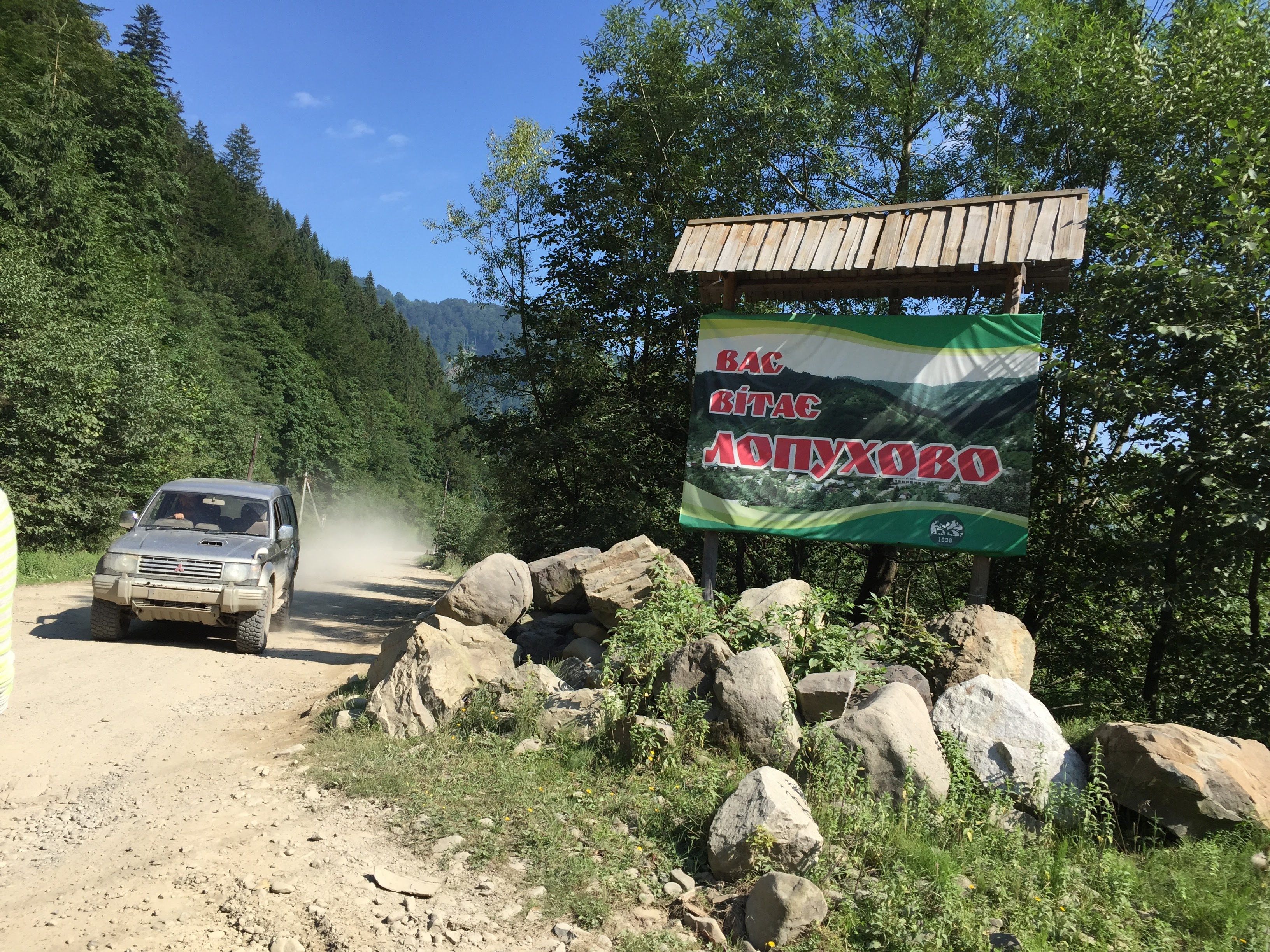
На в'їзді в с. Лопухів
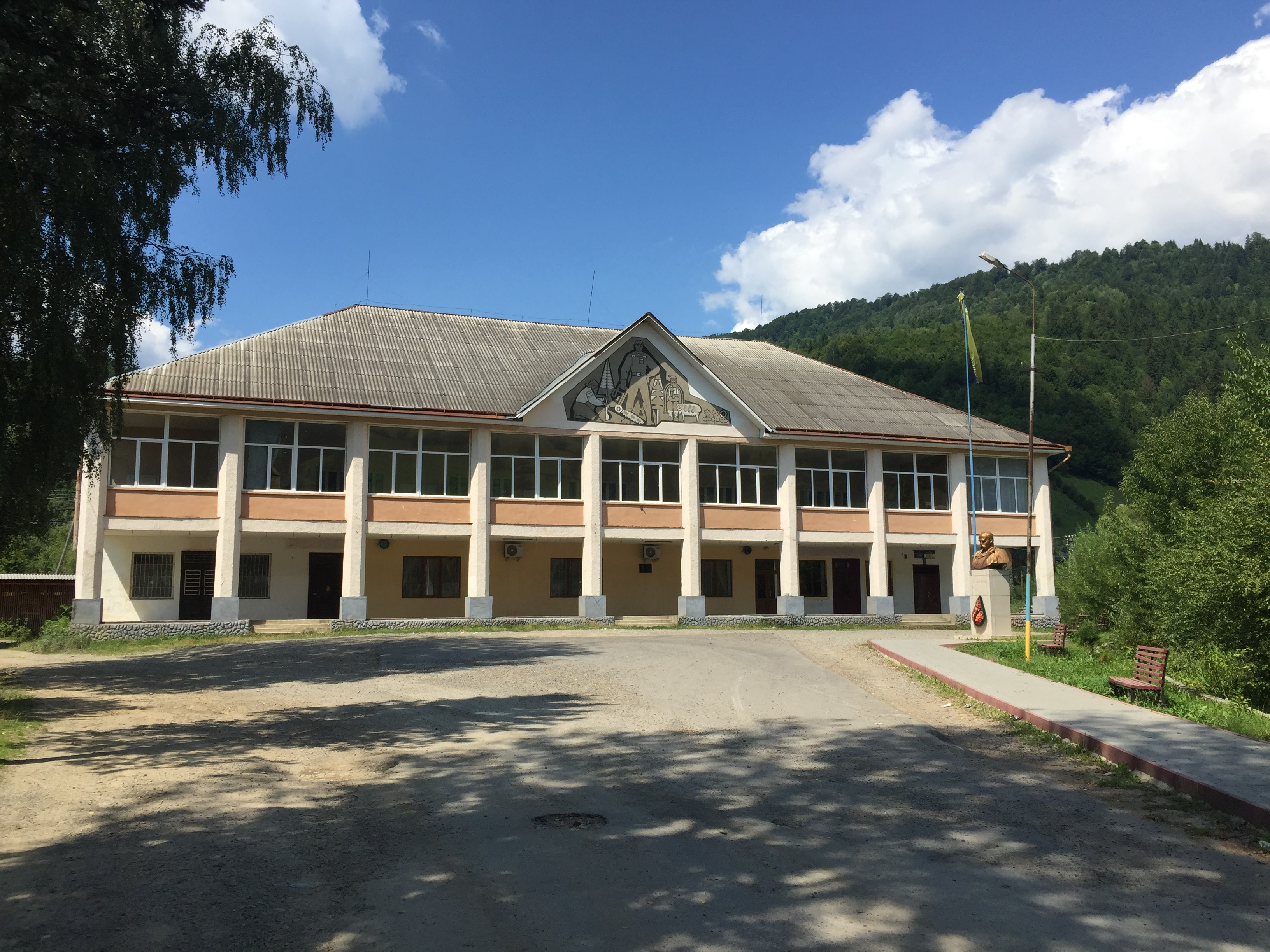
Лопухівський будинок культури. Загальний вид

## Відео
- Полонина Торговиця з вікна авто
- Вівці, пастух та пес Ботар
- Полонина Торговиця близ Лопухова
- Полонина Торговиця. Пастух з вівцями